# Mechelen (stad)
Mechelen (Me-che-lenⓘ) (Frans: Malines) is een centrumstad en gemeente in de Belgische provincie Antwerpen. De stad ligt in het zuiden van die provincie, centraal tussen de steden Antwerpen en Brussel, aan de rivier de Dijle. Mechelen telt 89.313 inwoners (1 januari 2024). Het is naar aantal inwoners de zesde stad van Vlaanderen en de op een na grootste stad van de provincie, na Antwerpen. Het is tevens de op één na grootste stad aan de Dijle, na Leuven.
Mechelen is tevens de hoofdplaats van het arrondissement Mechelen en de kies- en gerechtelijke kantons Mechelen, evenals rooms-katholieke hoofdzetel van het aartsbisdom Mechelen-Brussel en van de kerkprovincie België. Mechelen ligt in de referentieregio Rivierenland.

## Toponymie

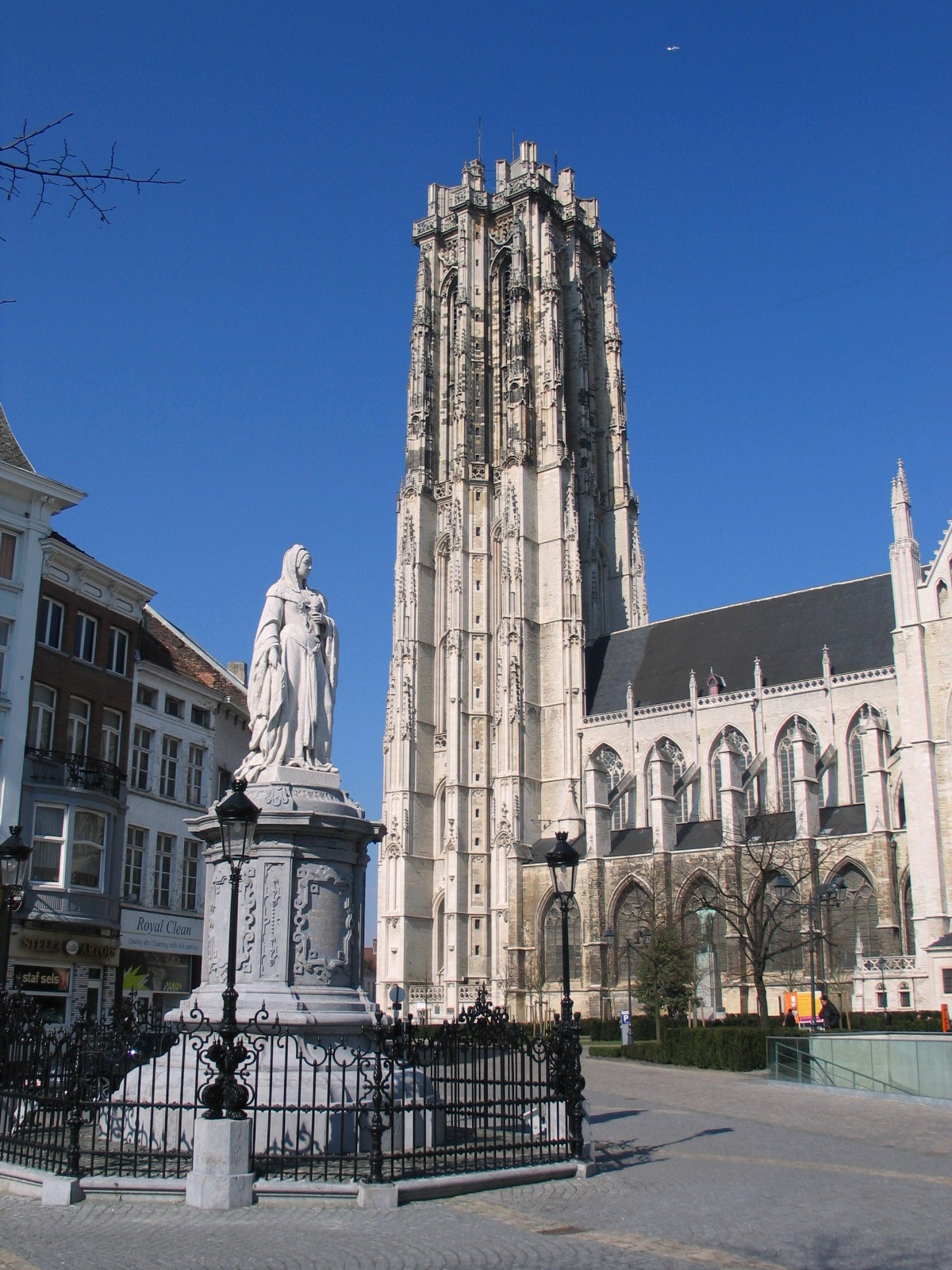
Het standbeeld van Margaretha van Oostenrijk voor de Sint-Romboutskathedraal

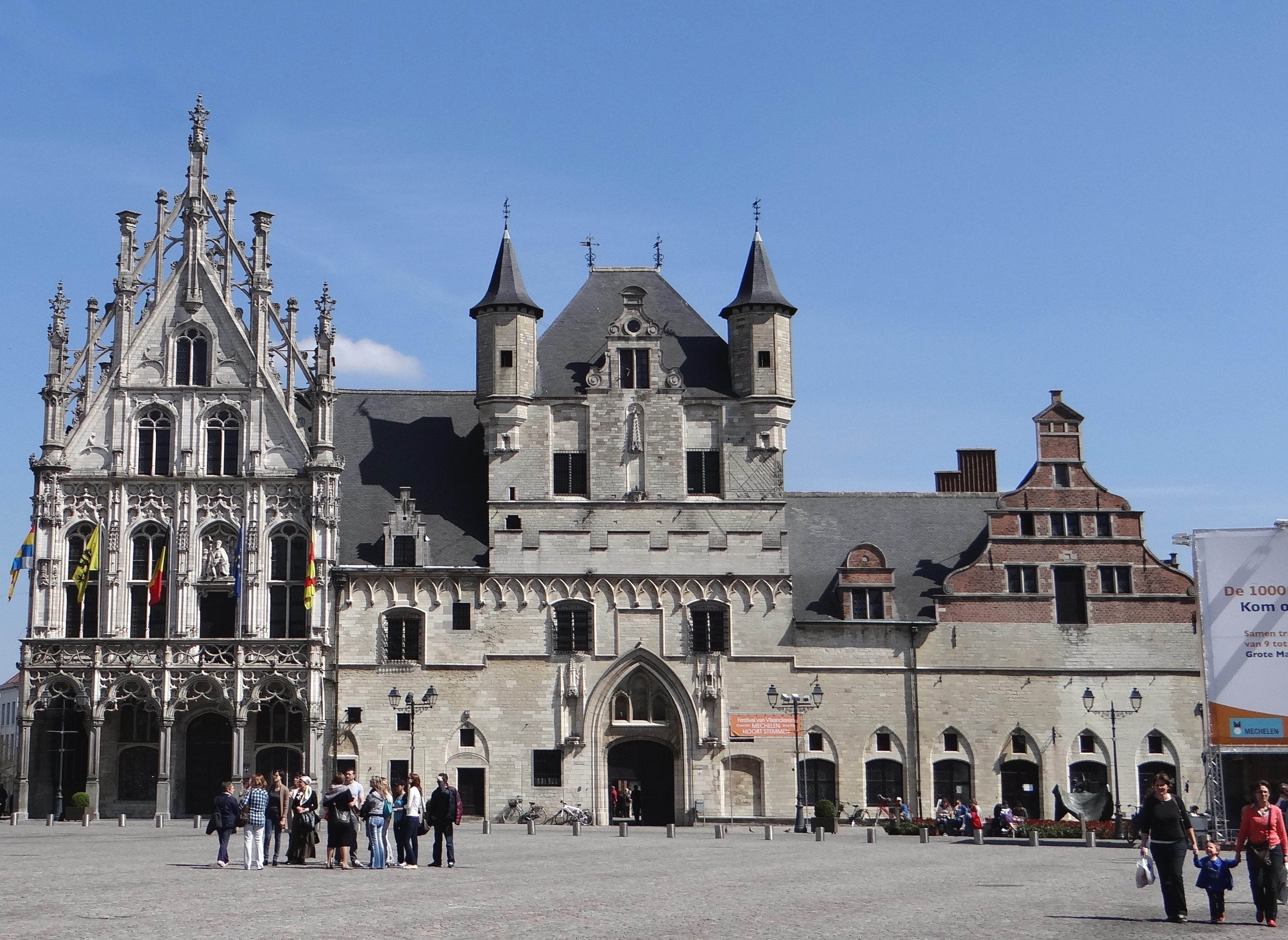
Het Stadhuis met het Paleis van de Grote Raad (links), het Belfort en Lakenhal

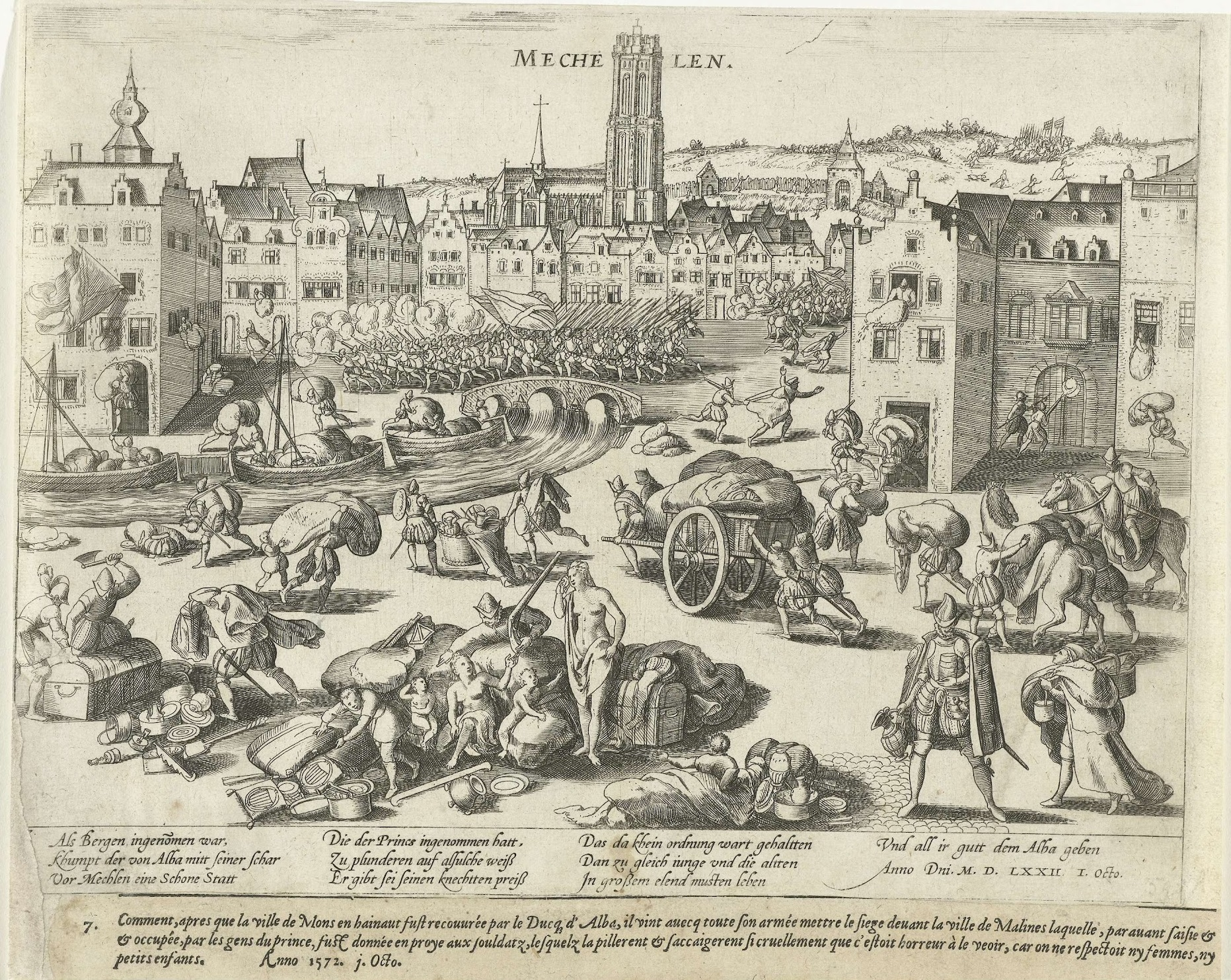
De plundering van Mechelen door de hertog van Alba, ets door Frans Hogenberg (Rijksmuseum)

Bij de verdeling van het rijk van Lotharius I tussen Karel de Kale, koning der Franken, en Lodewijk de Duitser op 8 augustus 870 wordt Mechelen als Maalinas apart vermeld in het deel dat Karel toekomt.
Daarna wordt Maalinas (Mechelen) vermeld in een giftbrief van Karel de Eenvoudige. In deze giftbrief uit 915 draagt hij de abdij van Hastière en die van Maslinas over aan Stephanus, de bisschop van Tongeren (en dus Luik). Een diploma uit 980/981 bevestigt Maslines, alsook Hoei, Fosses, Lobbes en Tongeren, als bezit van de bisschop van Luik en verder nog wordt Maclines vermeld in een oorkonde uit 1008, waarin Hendrik II wildbaan (= jachtrechten) verleent in het Waverwoud.
Later veranderde Maclines in Machele (12e eeuw), Mechgelme (14e eeuw) en uiteindelijk Mechelen (15e eeuw). De naam van de stad zou afgeleid zijn van het woord mahal, dat naar een vergader- of gerechtsplaats verwijst.

## Geschiedenis
Mechelen is een van de oudste steden in de provincie Antwerpen. Antwerpen verloor het recht op de eerste verkoop van wol, haver en zout aan Mechelen in 1303, toen Jan II, hertog van Brabant, het stadsrechten verleende.
Tot 1795 was Mechelen ooit het centrum van een kleine onafhankelijke heerlijkheid, bekend als de Heerlijkheid Mechelen. De heerlijkheid had dezelfde status als andere prominente regio's in het gebied, zoals Holland, Zeeland, Vlaanderen en Brabant. Tijdens de 15e en 16e eeuw diende Mechelen kort als administratieve hoofdstad van Nederland en werd het land vanuit Mechelen geregeerd (opgericht door Margaretha van Oostenrijk). Deze periode heeft aanzienlijk bijgedragen aan de uitgebreide kunstcollectie en opmerkelijke gebouwen van de stad. Als gevolg daarvan herbergt Mechelen het op een na grootste aantal beschermde gebouwen in Vlaanderen, waaronder vier UNESCO-vermelde monumenten.

## Geografie

### Kernen
Mechelen telt naast de stad nog vijf kleinere deelgemeenten, namelijk Heffen, Hombeek, Leest, Muizen en Walem.
Walem ligt ten noorden van de stad, aan de Nete. Heffen, Leest en Hombeek liggen ten westen, aan de overkant van de Zenne. Muizen ligt ten zuidoosten, iets verder stroomopwaarts langs de Dijle. De stad kent daarnaast nog verschillende gehuchten en wijken. Het gehucht ten noordwesten van de stad waar de Zenne en het kanaal Leuven-Mechelen samenvloeien met de Dijle heet het Zennegat. De stad zelf is administratief ingedeeld in de wijken Centrum, Mechelen-Noord, Mechelen-Zuid, Battel (ten westen van de Dijle), Arsenaal en Nekkerspoel in het oosten.

### Deelgemeenten
|   | Naam     | Opp. (km²) | Inwoners (2020) | Inwoners per km² | NIS-code |
| - | -------- | ---------- | --------------- | ---------------- | -------- |
| 1 | Mechelen | 28,07      | 70.298          | 2.504            | 12025A   |
| 2 | Heffen   | 6,97       | 2.165           | 311              | 12025D   |
| 3 | Hombeek  | 9,66       | 4.216           | 436              | 12025B   |
| 4 | Leest    | 9,37       | 2.739           | 292              | 12025C   |
| 5 | Muizen   | 7,42       | 5.442           | 733              | 12025E   |
| 6 | Walem    | 4,31       | 2.031           | 471              | 12025F   |

### Aangrenzende gemeenten
- Bonheiden
- Boortmeerbeek
- Kapelle-op-den-Bos
- Rumst
- Sint-Katelijne-Waver
- Willebroek
- Zemst

## Demografie

### Demografische ontwikkeling voor de fusie
- Bronnen:NIS, Opm:1806 tot en met 1970=volkstellingen; 1976 = inwoneraantal op 31 december

### Demografische ontwikkeling van de fusiegemeente
Alle historische gegevens hebben betrekking op de huidige gemeente, inclusief deelgemeenten, zoals ontstaan na de fusie van 1 januari 1977.
- Bronnen:NIS, Opm:1806 tot en met 1981=volkstellingen; 1990 en later= inwonertal op 1 januari

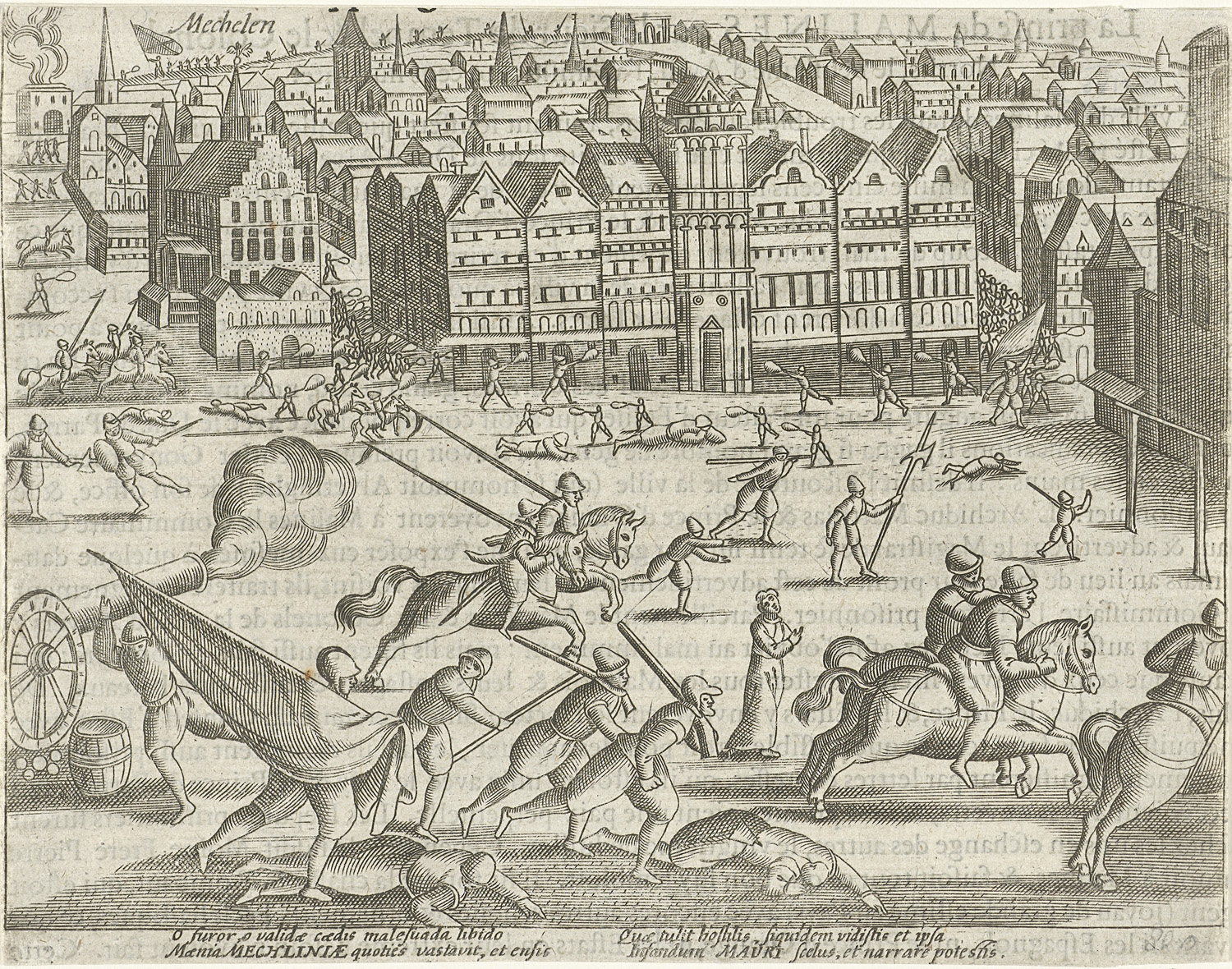
De Engelse Furie in 1580 (schilderij in het Rijksmuseum te Amsterdam)

| Inwoners van jaar tot jaar op 1 januari 1992 tot heden | Inwoners van jaar tot jaar op 1 januari 1992 tot heden | Inwoners van jaar tot jaar op 1 januari 1992 tot heden |
| jaar                                                   | Aantal                                                 | Evolutie: 1992=index 100                               |
| ------------------------------------------------------ | ------------------------------------------------------ | ------------------------------------------------------ |
| 1992                                                   | 75.689                                                 | 100,0                                                  |
| 1993                                                   | 75.740                                                 | 100,1                                                  |
| 1994                                                   | 75.650                                                 | 99,9                                                   |
| 1995                                                   | 75.718                                                 | 100,0                                                  |
| 1996                                                   | 75.294                                                 | 99,5                                                   |
| 1997                                                   | 75.255                                                 | 99,4                                                   |
| 1998                                                   | 75.429                                                 | 99,7                                                   |
| 1999                                                   | 75.418                                                 | 99,6                                                   |
| 2000                                                   | 75.438                                                 | 99,7                                                   |
| 2001                                                   | 75.560                                                 | 99,8                                                   |
| 2002                                                   | 75.946                                                 | 100,3                                                  |
| 2003                                                   | 76.485                                                 | 101,1                                                  |
| 2004                                                   | 76.981                                                 | 101,7                                                  |
| 2005                                                   | 77.480                                                 | 102,4                                                  |
| 2006                                                   | 78.268                                                 | 103,4                                                  |
| 2007                                                   | 78.900                                                 | 104,2                                                  |
| 2008                                                   | 79.471                                                 | 105,0                                                  |
| 2009                                                   | 80.205                                                 | 106,0                                                  |
| 2010                                                   | 80.940                                                 | 106,9                                                  |
| 2011                                                   | 81.927                                                 | 108,2                                                  |
| 2012                                                   | 82.325                                                 | 108,8                                                  |
| 2013                                                   | 92.602                                                 | 109,1                                                  |
| 2014                                                   | 83.194                                                 | 109,9                                                  |
| 2015                                                   | 83.975                                                 | 110,9                                                  |
| 2016                                                   | 84.523                                                 | 111,7                                                  |
| 2017                                                   | 85.665                                                 | 113,2                                                  |
| 2018                                                   | 86.304                                                 | 114,0                                                  |
| 2019                                                   | 86.616                                                 | 114,4                                                  |
| 2020                                                   | 86.921                                                 | 114,8                                                  |
| 2021                                                   | 86.911                                                 | 114,8                                                  |
| 2022                                                   | 86.996                                                 | 114,9                                                  |
| 2023                                                   | 88.614                                                 | 117,1                                                  |
| 2024                                                   | 89.313                                                 | 118,0                                                  |

### Spreiding van de bevolking
De stad Mechelen telt ongeveer 72.000 inwoners, de deelgemeenten tellen samen ongeveer 11.000 inwoners. Van de deelgemeenten is Muizen de grootste met ongeveer 5000 inwoners.

### Migratie
In het jaar 1936 kwam een beperkt aantal Spanjaarden op de vlucht voor Franco naar Mechelen. In de jaren 60 kwamen er Spaanse gastarbeiders. Rond 1968 kwam een volgende migratiegolf, voornamelijk van Marokkanen. In 2011 vormden deze laatsten 16% (=13.000 inwoners) van de Mechelse bevolking. Daarnaast wonen er nog twee grote gemeenschappen in de stad: de Armeniërs en de uit Turkije gevluchte Aramese en Assyrische christenen. Een laatste grote groep bestaat vooral uit Oost-Europeanen en mensen uit oorlogsgebieden in de Kaukasus.

## Politiek

### Structuur
De stad Mechelen maakt deel uit van het kieskanton Mechelen, gelegen in het provinciedistrict Mechelen, het kiesarrondissement Mechelen-Turnhout en ten slotte de kieskring Antwerpen.
| Mechelen         | Mechelen         | Supranationaal         | Nationaal                         | Nationaal           | Gemeenschap         | Gewest              | Provincie           | Arrondissement    | Provinciedistrict | Kanton          | Gemeente        |
| ---------------- | ---------------- | ---------------------- | --------------------------------- | ------------------- | ------------------- | ------------------- | ------------------- | ----------------- | ----------------- | --------------- | --------------- |
| Administratief   | Niveau           | Europese Unie          | België                            | België              | Vlaanderen          | Vlaanderen          | Antwerpen           | Mechelen          | Mechelen          | Mechelen        | Mechelen        |
| Administratief   | Bestuur          | Europese Commissie     | Belgische regering                | Belgische regering  | Vlaamse regering    | Vlaamse regering    | Deputatie           | Deputatie         | Deputatie         | Deputatie       | Gemeentebestuur |
| Administratief   | Raad             | Europees Parlement     | Kamer van volksvertegenwoordigers | Vlaams Parlement    | Vlaams Parlement    | Vlaams Parlement    | Provincieraad       | Provincieraad     | Provincieraad     | Provincieraad   | Gemeenteraad    |
| Kiesomschrijving | Kiesomschrijving | Nederlands Kiescollege | Kieskring Antwerpen               | Kieskring Antwerpen | Kieskring Antwerpen | Kieskring Antwerpen | Kieskring Antwerpen | Mechelen-Turnhout | Mechelen          | Mechelen        | Mechelen        |
| Verkiezing       | Verkiezing       | Europese               | Federale                          | Federale            | Vlaamse             | Vlaamse             | Provincieraads-     | Provincieraads-   | Provincieraads-   | Provincieraads- | Gemeenteraads-  |

### Legislatuur 2025-2030

#### Schepencollege
| Naam | Naam                    | Partij | Partij                   | Functie en bevoegdheden |
| ---- | ----------------------- | ------ | ------------------------ | --- |
|      | Bart Somers             |        | Voor Mechelen (Open Vld) | Burgemeester Algemene Zaken, Veiligheid, Netheid en Communicatie                                                                  |
|      | Kristof Calvo           |        | Voor Mechelen (Groen)    | Eerste schepen Financiën, Cultuur, Evenementen, Natuur- en Groenontwikkeling, Jeugd en Participatie.                              |
|      | Sabe De Graef           |        | Vooruit                  | Tweede schepen Welzijn, Onderwijs, Kindbeleid en Kinderopvang, Gezin en Gezondheid, Zorg en Zorgbedrijf, Personeel en Slimme stad |
|      | Greet Geypen            |        | Voor Mechelen (Open Vld) | Derde schepen Ruimtelijke Planning en Stadsvernieuwing, Erfgoed, Monumenten en Toerisme                                           |
|      | Rina Nkandu Rabau       |        | Voor Mechelen (Groen)    | Vierde schepen Sociale Zaken, Armoedebestrijding, Sociale Cohesie, BCSD, Senioren en Toegankelijkheid.                            |
|      | Alexander Vandersmissen |        | Voor Mechelen (Open Vld) | Vijfde schepen Mobiliteit, Burgerzaken, Economie en Dienstverlening                                                               |
|      | Patrick Princen         |        | Voor Mechelen (Groen)    | Zesde schepen Openbare Werken, Leefmilieu, Biodiversiteit, Dierenwelzijn en Mondiaal beleid                                       |
|      | Abdrahman Labsir        |        | Voor Mechelen (Open Vld) | Zevende schepen (2025-2027) Preventie, Sport, Samenleven en Werk                                                                  |
|      | Gabriella De Francesco  |        | Voor Mechelen (Groen)    | Zevende schepen (2028-2030) Preventie, Sport, Samenleven en Werk                                                                  |
|      | Arthur Orlians          |        | Voor Mechelen (Open Vld) | Achtste schepen Wonen, Klimaat en energie, Patrimonium, Gebouwen, Begraafplaatsen en Landbouw                                     |
|      | Seppe Vriens            |        | Vooruit                  | Voorzitter van de gemeenteraad |

#### Gemeenteraad
De verkiezingen van 14 oktober 2024 gaf de volgende zetelverdeling in de gemeenteraad:
- Voor Mechelen: 19 zetels (Bart Somers, Alexander Vandersmissen, Greet Geypen, Nkandu Rina Rabau, Kristof Calvo, Patrick Princen, Arthur Orlians, Pia Indigne, Gabriella De Francesco, Abrahman Labsur, Piet den Boer, Bjorn Siffer, Laura Cornette, Barbara Van de Perre, Ariane Van Craen, Bert Delanoeije, Elisabeth Okmen en Dirk Letens)
- N-VA: 9 zetels (Freya Perdaens, Marc Hendrickx, Anne Delvoye, Jan Verbergt, Arnout Geys, Katleen Den Roover, Kathleen Teughels, Yves Vanden Bosch en Marleen Daenen)
- Vooruit: 5 zetels (Thijs Verbeurgt, Caroline Gennez, Sabe De Graef, Seppe Vriens en Frieda Ardies)
- Vlaams Belang: 4 zetels (Dries Devillé, Kim Brooks, Ingrid Kluppels en Catherine François)
- CD&V: 3 zetels (Stefaan Deleus, Karl Lauwers en Nicole Van Dessel)
- PVDA: 3 zetels (Dirk Tuypens, Sara Van Rompaey en Saïd Pita Aghassaiy)

### Legislatuur 2019-2024

#### Schepencollege
Burgemeester Bart Somers staat aan het hoofd van het kartel Open Vld-Groen-m+, dat een meerderheid heeft met 25 op 43 zetels.
| Naam | Naam                    | Partij | Partij   | Functie en bevoegdheden |
| ---- | ----------------------- | ------ | -------- | --- |
|      | Bart Somers             |        | Open Vld | Titelvoerend burgemeester |
|      | Alexander Vandersmissen |        | Open Vld | Waarnemend burgemeester Algemene Zaken en Veiligheid |
|      | Kristof Calvo           |        | Groen    | Titelvoerend eerste schepen |
|      | Patrick Princen         |        | Groen    | Waarnemend eerste schepen Openbare werken, Natuur- en groenontwikkeling, Parken en stadstuinen, Klimaat, Leefmilieu en Energie                                 |
|      | Greet Geypen            |        | Open Vld | Tweede schepen Stadsontwikkeling, Ruimtelijke ordening en wonen, Economie, ondernemen en werk, Personeel                                                       |
|      | Björn Siffer            |        | Groen    | Derde schepen Cultuur enToerisme |
|      | Koen Anciaux            |        | Open Vld | Vierde schepen Financiën, Gebouwen, eigendommen, monumenten, Landbouw, Juridische Zaken                                                                        |
|      | Rina Rabau Nkandu       |        | Groen    | Vijfde schepen Onderwijs, Participatie, Sociale Cohesie, Senioren, Communicatie, Mondiaal beleid, Toegankelijkheid, Slimme stad en ICT,                        |
|      | Abdrahman Labsir        |        | Open Vld | Zesde schepen Jeugd, Sport, Preventie |
|      | Pia Indigne             |        | Open Vld | Plaatsvervangend zevende schepen Mobiliteit, Burgerzaken en dienstverlening en Dierenwelzijn                                                                   |
|      | Gabriella De Francesco  |        | Groen    | Achtste schepen en Voorzitter bijzonder comité sociale dienst Sociale zaken en welzijn, Gezin, Kinderopvang, Armoedebestrijding, Diversiteit en gelijke kansen |

#### Gemeenteraad
De verkiezingen van 14 oktober 2018 gaf de volgende zetelverdeling in de gemeenteraad:
- Groen: 13 zetels (Patrick Princen, Marina De Bie, Björn Siffer, Gabriella De Francesco, Kristof Calvo, Tom Kestens, Zineb El Boussaadani, Tine Van Den Brande, Bert Delanoeije, Klaas Delrue, Faysal El Morabet, Rina Rabau en Maxine Willemsen)
- Open Vld: 11 zetels (Bart Somers, Alexander Vandersmissen, Fabienne Blavier, Greet Geypen, Koen Anciaux, Abdrahman Labsir, Vicky Vanmarcke, Pia Indigne, Arthur Orlians, Mats Walschaers en Elisabet Okmen)
- N-VA: 7 zetels (Marc Hendrickx, Melikan Kucam, Jan Verbergt, Freya Perdaens, Anne Delvoye, Johan Van Overtveldt en Yves Selleslagh)
- Vlaams Belang: 4 zetels (Frank Creyelman, Catherine François, Ingrid Kluppels en Kenzo Van Den Bosch)
- CD&V: 3 zetels (Stefaan Deleus, Hamid Riffi en Zohra Hadnan)
- Sp.a: 3 zetels (Karel Geys, Farid Bennasser en Thijs Verbeurgt)
- PVDA: 1 zetel (Dirk Tuypens)
- Onafhankelijk: 1 zetel (Charles Leclef)

### Geschiedenis

#### Legislatuur 2013-2018
Burgemeester Bart Somers leidde toen een coalitie bestaande uit Open Vld-Groen-m+, N-VA en CD&V. Samen vormden ze de meerderheid met 32 op 43 zetels. Vóór 2013 telde de gemeenteraad nog maar 41 zetels.
| College van burgemeester en schepenen | College van burgemeester en schepenen | College van burgemeester en schepenen                                                                                        | College van burgemeester en schepenen |
| Functie                               | Naam                                  | Bevoegdheden |                                       |
| ------------------------------------- | ------------------------------------- | --- | ------------------------------------- |
| Burgemeester                          | Bart Somers (Open Vld)                | Politie, Brandweer, Veiligheid, Algemeen Beleid, Communicatie en citymarketing                                               |                                       |
| Schepenen                             | 1. Marc Hendrickx (N-VA)              | Burgerzaken, Diversiteit, Integratie, Gelijke kansen, Emancipatie, Onderwijs, Juridische zaken                               |                                       |
| Schepenen                             | 2. Walter Schroons (CD&V)             | Financiën en Sport |                                       |
| Schepenen                             | 3. Greet Geypen (Open Vld)            | Ruimtelijke ordening & Stedenbouw, Wonen, Stadsvernieuwing, Vastgoedbeleid, Monumentenzorg, Landbouw, Jeugd en Gezin         |                                       |
| Schepenen                             | 4. Marina De Bie (Groen)              | Leefmilieu, Natuur- en groenontwikkeling, Klimaat, Duurzaamheid, Energie, Mobiliteit, Internationale samenwerking, Personeel |                                       |
| Schepenen                             | 5. Katleen Den Roover (N-VA)          | Wijk- en Dorpszaken, Werk, Economie, Sociale Economie                                                                        |                                       |
| Schepenen                             | 6. Björn Siffer (Groen)               | Cultuur, Toerisme, Kunstonderwijs, Mechelse Feesten (vanaf januari 2015, volgde schepen Frank Nobels op)                     |                                       |
| Schepenen                             | 7. Stefaan Deleus (CD&V)              | Preventie, ICT, Administratieve vereenvoudiging, Nekkerhal (vanaf januari 2016, volgde schepen Wim Jorissen op)              |                                       |
| Schepenen                             | 8. Bart De Nijn (N-VA)                | Openbare Werken (hij werd tijdelijk vervangen door Christiaan Backx, voorzitter van de gemeenteraad)                         |                                       |
| Schepenen                             | Koen Anciaux (Open Vld)               | voorzitter van het OCMW, Welzijn, Sociale Zaken, Senioren/personen met een handicap, Kinderopvang                            |                                       |

#### Legislatuur 2007-2012
Het bestuur voor de periode 2007-2012 bestond uit een coalitie van het kartel Open Vld-CDO-Groen! en het kartel sp.a-spirit.
| College van burgemeester en schepenen | College van burgemeester en schepenen | College van burgemeester en schepenen | College van burgemeester en schepenen |
| Functie                               | Naam                                  | Bevoegdheden                          |                                       |
| ------------------------------------- | ------------------------------------- | ------------------------------------- | ------------------------------------- |
| Burgemeester                          | Bart Somers                           |                                       |                                       |
| Eerste Schepen                        | Caroline Gennez                       |                                       |                                       |
| Schepen                               | Ali Salmi                             |                                       |                                       |
| Schepen                               | Frank Nobels                          |                                       |                                       |
| Schepen                               | Greet Geypen                          |                                       |                                       |
| Schepen                               | Karel Geys                            |                                       |                                       |
| Schepen                               | Koen Anciaux                          | voorzitter van het OCMW               |                                       |
| Schepen                               | Kristl Strubbe                        |                                       |                                       |
| Schepen                               | Marina De Bie                         |                                       |                                       |
| Schepen                               | Rita Janssens                         |                                       |                                       |

#### (Voormalige) burgemeesters
| Periode | Periode     | Burgemeester                                     |
| ------- | ----------- | ------------------------------------------------ |
|         | 1331        | Hendrik I van Robbroek                           |
|         | 1345        | Jan I van Robbroek                               |
|         | 1360        | Jan II van Robbroek                              |
|         | 1432        | Hendrik II van Robbroek                          |
|         | 1492        | Gerard van den Daele                             |
|         | ? - ?       | Pierre de Romrée                                 |
|         | ? - ?       | Philips Snoy                                     |
|         | 1785 - ?    | Jean-Baptiste van den Wiele                      |
|         | 1790        | Jan-Karel de Nelis                               |
|         | ? - ?       | Philippe Snoy d'Oppuers                          |
|         | 1802        | Dewargny                                         |
|         | 1803        | Joseph De Plaine                                 |
|         | 1809 - 1813 | Pierre Pierets                                   |
|         | 1814 - 1821 | Constant Emile de Bors                           |
|         | 1821 - 1826 | Jan Frans Estrix                                 |
|         | 1826 - 1830 | Jean-Baptiste Olivier                            |
|         | 1830 - 1836 | Jean Joseph Vermylen-Neeffs (katholiek-unionist) |
|         | 1836 - 1842 | Jean de Perceval (LP)                            |
|         | 1842 - 1845 | Jean de Steenhault (katholiek-unionist)          |
|         | 1845 - 1855 | Philippe De Pauw (katholiek-unionist)            |
|         | 1855 - 1864 | Edouard Broers (katholiek)                       |
|         | 1864 - 1884 | Philibert Verhaghen (LP)                         |

| Periode | Periode      | Burgemeester                                    |
| ------- | ------------ | ----------------------------------------------- |
|         | 1884 - 1889  | Eugène de Kerckhove (Katholieke Partij)         |
|         | 1889 - 1896  | François Broers (Katholieke Partij)             |
|         | 1896 - 1899  | Florimond Denis (LP)                            |
|         | 1900 - 1909  | Eduard De Cocq (Katholieke Partij)              |
|         | 1909 - 1914  | Karel Dessain (Katholieke Partij)               |
|         | 1914         | Francis Dessain (Katholieke Partij, waarnemend) |
|         | 1914 - 1941  | Karel Dessain (Katholiek Verbond / KVV)         |
|         | 1941 - 1944  | Camiel Baeck (VNV, oorlogsburgemeester)         |
|         | 1944         | Karel Dessain (CVP)                             |
|         | 1944 - 1945  | Cyriel Neefs (CVP, dienstdoend)                 |
|         | 1945         | Jozef de Marré (CVP, dienstdoend)               |
|         | 1945 - 1967  | Antoon Spinoy (BSP)                             |
|         | 1961 - 1965  | Jos De Saeger (CVP, waarnemend)                 |
|         | 1967 - 1976  | Désiré Van Daele (BSP)                          |
|         | 1977 - 1982  | Jos Vanroy (CVP)                                |
|         | 1983 - 1986  | Jef Ramaekers (SP)                              |
|         | 1986 - 1988  | Georges Joris (SP)                              |
|         | 1989 - 1994  | Jos Vanroy (CVP)                                |
|         | 1995 - 2000  | Geert Bervoets (SP)                             |
|         | 2001 - heden | Bart Somers (VLD / Open Vld)                    |
|         | 2003 - 2004  | Koen Anciaux (VLD, waarnemend)                  |
|         | 2019 - 2023  | Alexander Vandersmissen (Open Vld, waarnemend)  |

#### Resultaten gemeenteraadsverkiezingen sinds 1976
| Partij of kartel     | Partij of kartel                                                    | 10-10-1976 | 10-10-1976 | 10-10-1982 | 10-10-1982 | 9-10-1988 | 9-10-1988 | 9-10-1994 | 9-10-1994 | 8-10-2000 | 8-10-2000 | 8-10-2006 | 8-10-2006 | 14-10-2012 | 14-10-2012 | 14-10-2018 | 14-10-2018 | 13-10-2024 | 13-10-2024 |
| Stemmen / Zetels     | Stemmen / Zetels                                                    | %          | 43         | %          | 41         | %         | 41        | %         | 41        | %         | 41        | %         | 41        | %          | 43         | %          | 43         | %          | 43         |
| -------------------- | ------------------------------------------------------------------- | ---------- | ---------- | ---------- | ---------- | --------- | --------- | --------- | --------- | --------- | --------- | --------- | --------- | ---------- | ---------- | ---------- | ---------- | ---------- | ---------- |
|                      | CVP1/ CD&V-N-VAB/ CD&V2                                             | 38,381     | 18         | 32,081     | 15         | 31,551    | 14        | 19,961    | 10        | 22,151    | 9         | 20,29B    | 8         | 12,352     | 5          | 9,12       | 3          | 8,72       | 3          |
|                      | VU1/ VLD-VUA/ CD&V-N-VAB/ N-VA2                                     | 15,861     | 6          | 14,11      | 6          | 8,221     | 3         | 4,371     | 1         | 24,7A     | 11        | 20,29B    | 8         | 23,192     | 11         | 16,52      | 7          | 19,72      | 9          |
|                      | PVV1/ VLD2/ VLD-VUA/ VLD-CDO-Groen!C/ Vld-Groen-m+D/ Voor MechelenE | 11,831     | 4          | 13,411     | 5          | 13,971    | 6         | 15,352    | 7         | 24,7A     | 11        | 30,82C    | 14        | 33,90D     | 16         | 47,9D      | 25         | 37,8E      | 19         |
|                      | Agalev1/ VLD-CDO-Groen!C/ Vld-Groen-m+D/ Voor MechelenE             | -          |            | 5,571      | 1          | 7,631     | 2         | 8,011     | 3         | 8,711     | 3         | 30,82C    | 14        | 33,90D     | 16         | 47,9D      | 25         | 37,8E      | 19         |
|                      | SP1/ sp.a-spirit2/ sp.a3/ Vooruit4                                  | 31,821     | 15         | 30,711     | 14         | 28,561    | 13        | 20,371    | 10        | 16,61     | 7         | 20,052    | 8         | 18,203     | 8          | 9,13       | 3          | 12,44      | 5          |
|                      | PVDA1/ PVDA+2                                                       | 0,681      | 0          | 0,431      | 0          | 0,791     | 0         | 0,881     | 0         | 0,721     | 0         | 0,632     | 0         | 3,052      | 0          | 4,41       | 1          | 7,31       | 3          |
|                      | Vlaams Blok1/ Vlaams Belang2                                        | -          |            | 1,641      | 0          | 8,621     | 3         | 19,721    | 9         | 25,581    | 11        | 26,462    | 11        | 8,692      | 3          | 9,62       | 4          | 10,42      | 4          |
|                      | CDV                                                                 | -          |            | -          |            | -         |           | 5,12      | 1         | -         |           | -         |           | -          |            | -          |            | -          |            |
|                      | Anderen(*)                                                          | 1,44       | 0          | 2,04       | 0          | 0,66      | 0         | 6,22      | 0         | 1,54      | 0         | 1,77      | 0         | 0,62       | 0          | 3,4        | 0          | 3,8        | 0          |
| Totaal stemmen       | Totaal stemmen                                                      | 56036      | 56036      | 54898      | 54898      | 53713     | 53713     | 51583     | 51583     | 50851     | 50851     | 53397     | 53397     | 54136      | 54136      | 56088      | 56088      | 38922      | 38922      |
| Opkomst %            | Opkomst %                                                           |            |            |            |            | 93,55     | 93,55     | 91,72     | 91,72     | 91,3      | 91,3      | 92,75     | 92,75     | 91,79      | 91,79      | 91,9       | 91,9       | 62,7       | 62,7       |
| Blanco en ongeldig % | Blanco en ongeldig %                                                | 4,18       | 4,18       | 5,11       | 5,11       | 4,73      | 4,73      | 4,86      | 4,86      | 3,56      | 3,56      | 3,31      | 3,31      | 2,46       | 2,46       | 2,9        | 2,9        | 0,6        | 0,6        |

De rode cijfers naast de gegevens duiden aan onder welke naam de partijen telkens bij een verkiezing opkwamen.

De zetels van de gevormde meerderheid staan vetjes afgedrukt. De grootste partij is in kleur.

 (*)1976: KPB (1,44%) / 1982: LEF (0,53%), NOLS (0,61%), PKS (0,26%), RAD (0,42%), VOP (0,22%) 1982: SAP-KP (0,66%) / 1994: W.O.W. (3,57%), ROSSEM (1,29%), RGB (0,38%), SOEP (0,98%) / 2000: W.O.W. (0,86%), M.B. (0,68%) / 2006: Vanonderuit! (1,44%), LSP (0,33%) / 2012: Bewoners Partij (0,62%) / 2018: Be.One (3,0%), VolksLiga (0,4%) / 2024: VolksLiga-2xRICHTING (1,7%), Fix de Vesten (1,1%), VISTA (1,0%)

## Bezienswaardigheden

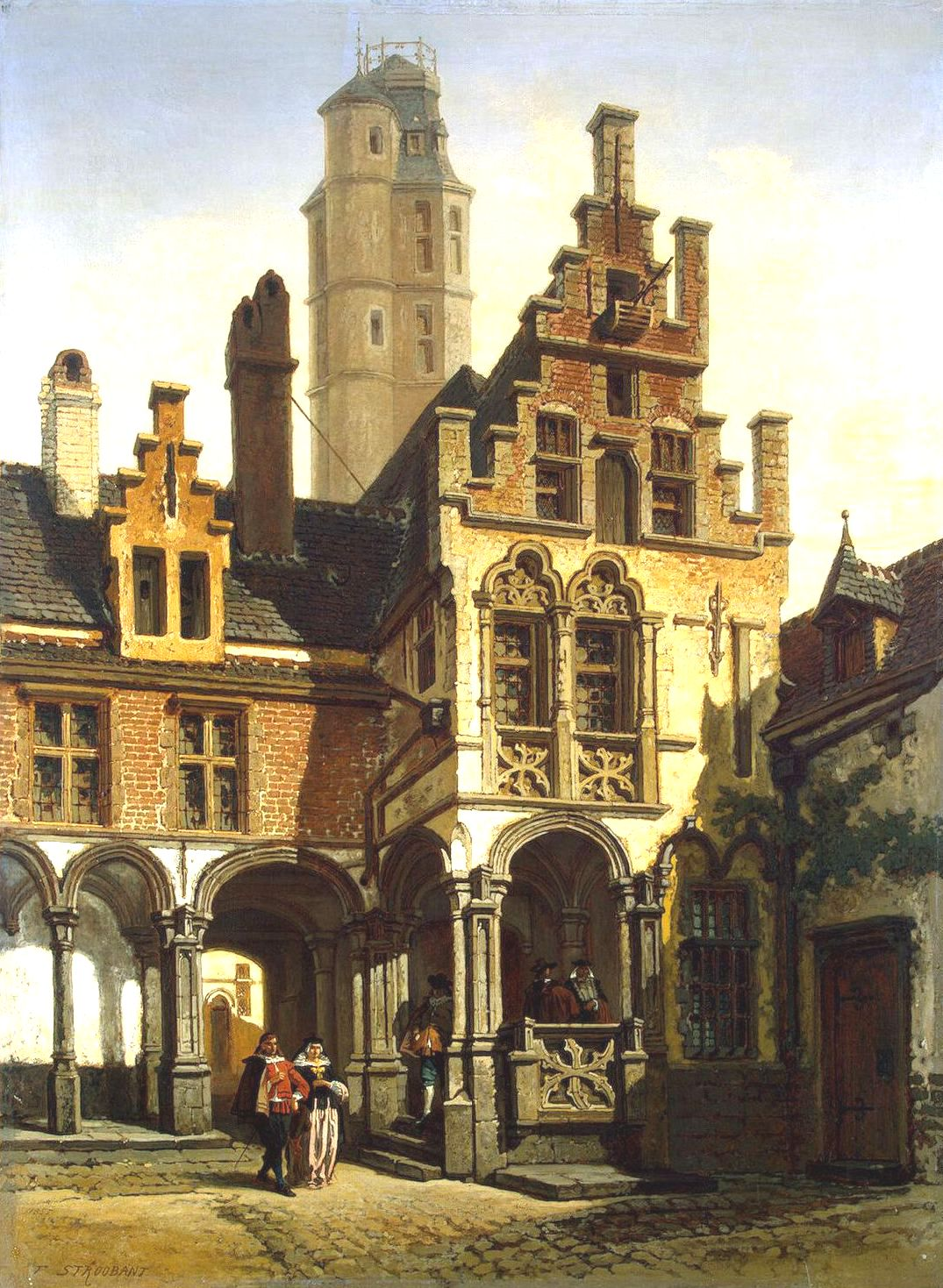
Binnenplaats van het paleis van Margaretha van Oostenrijk door François Stroobant (schilderij in de Hermitage te Sint-Petersburg)

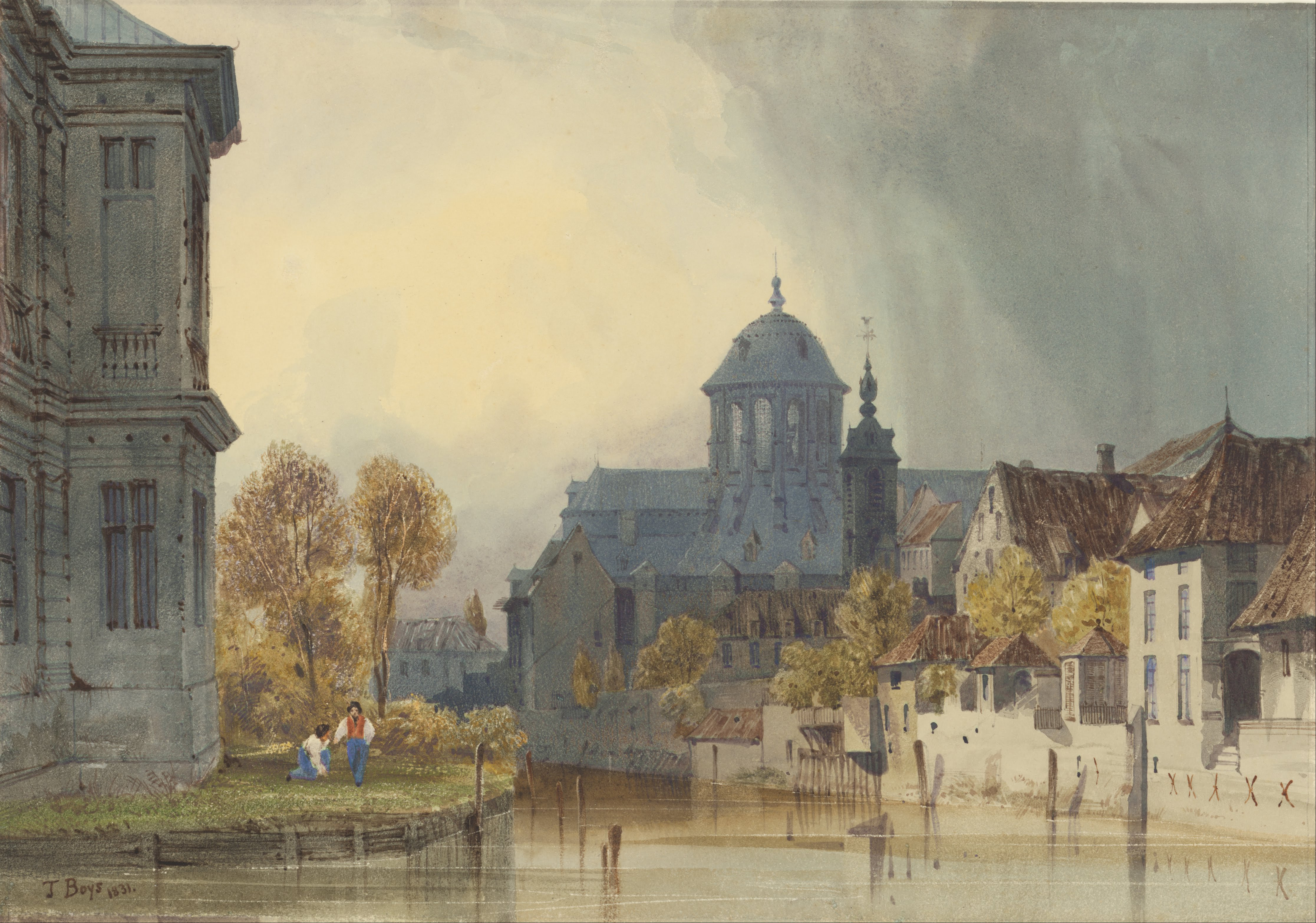
Een blik op de Onze-Lieve-Vrouw van Hanswijkkerk door Thomas Shotter Boys (schilderij in het J. Paul Getty Museum te Los Angeles)

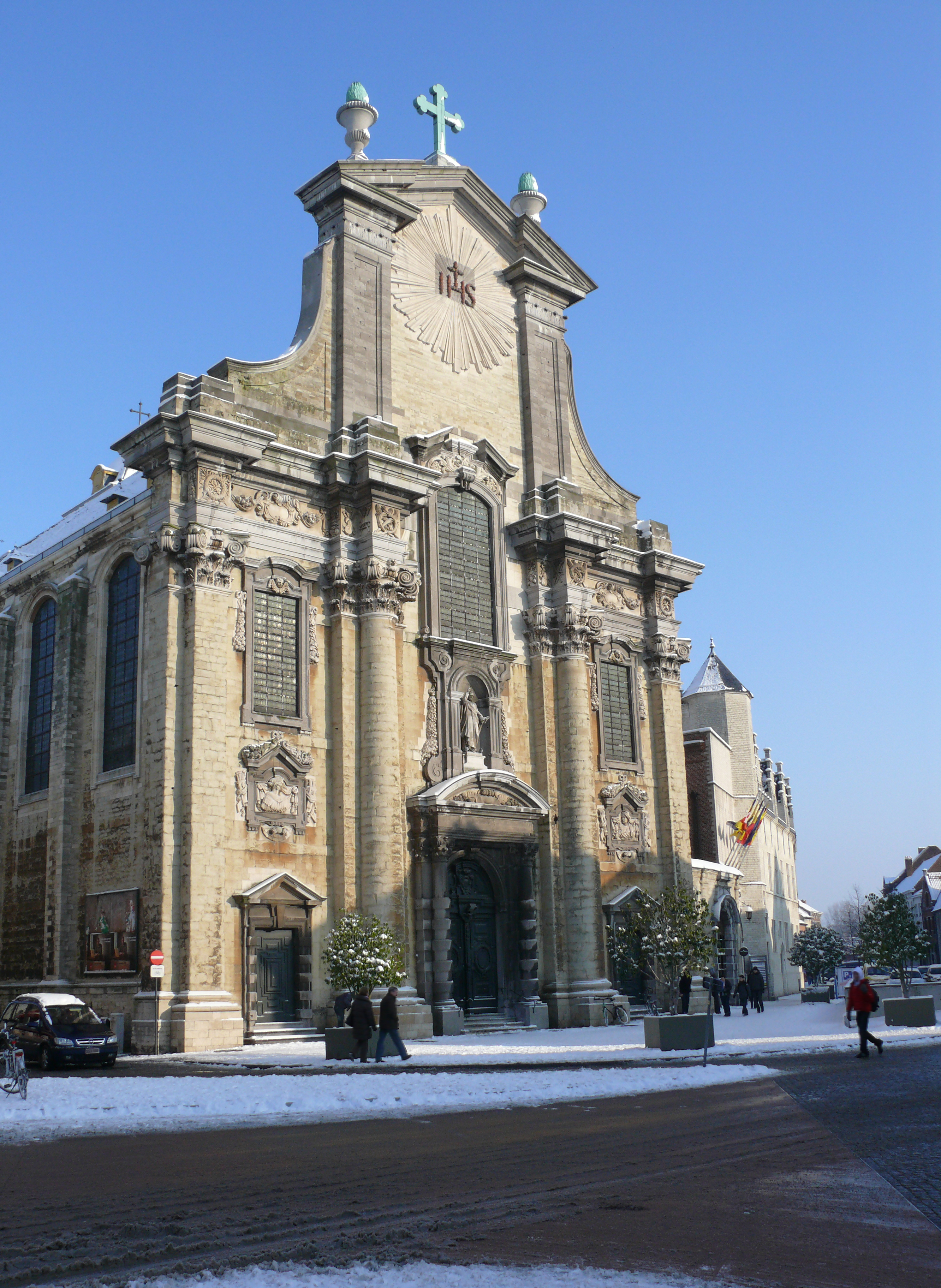
De Sint-Pieters-en-Pauluskerk

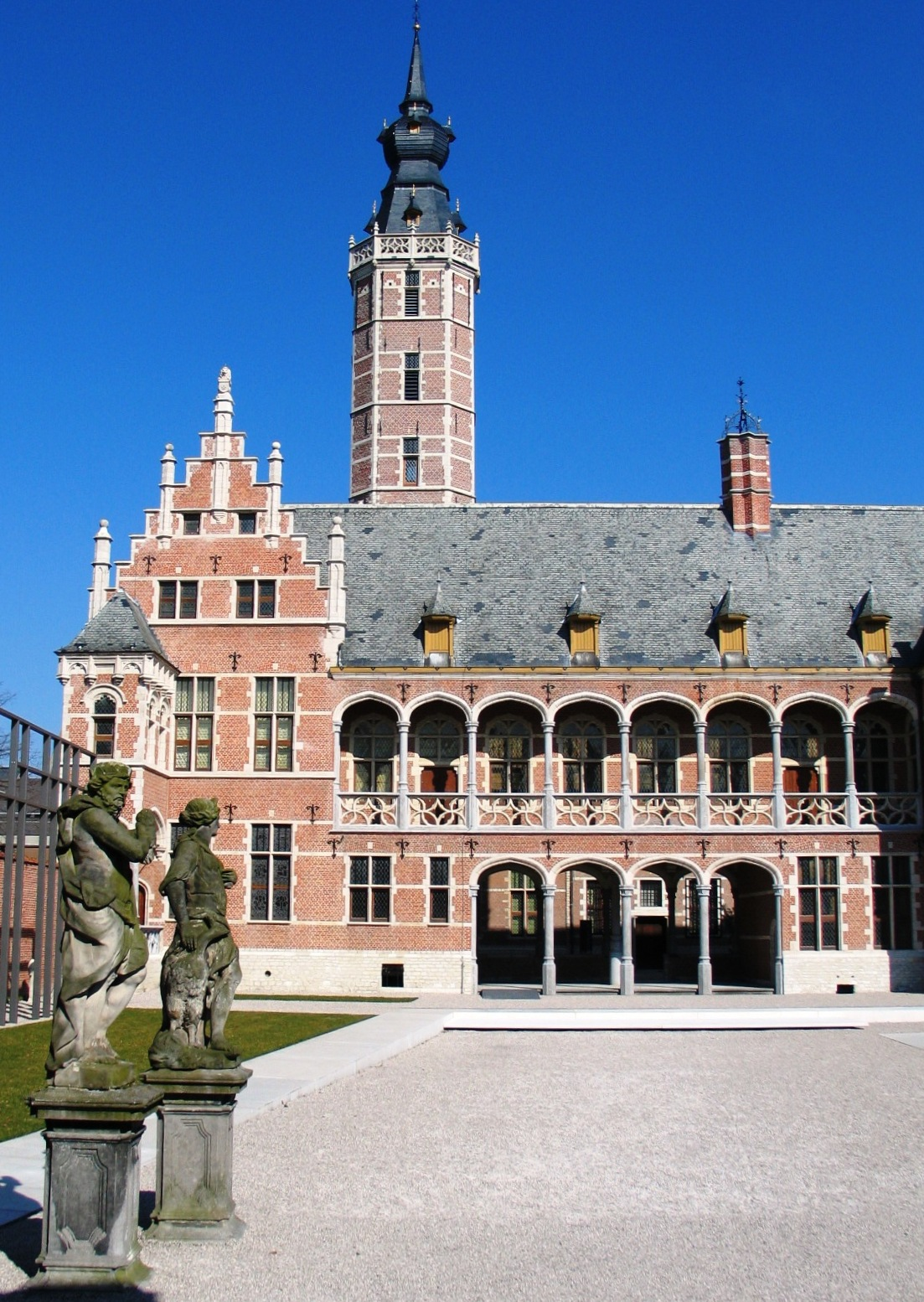
Het Hof van Busleyden

### Religieuze bouwwerken

#### Kerken
- De Sint-Romboutskathedraal, waarvan de toren met twee complete beiaarden UNESCO-werelderfgoed ID 943-016 is.
- De barokke Onze-Lieve-Vrouw-van-Hanswijkbasiliek met haar koepel. De architect is de lokale Lucas Faydherbe.
- De Sint-Janskerk (Sint-Jan de Evangelist), die De aanbidding der wijzen van Rubens herbergt.
- De Onze-Lieve-Vrouw-over-de-Dijlekerk, die De wonderbare visvangst van Rubens herbergt.
- De voormalige jezuïetenkerk Sint-Pieters-en-Paulus, nu een parochiekerk.
- De barokke Begijnhofkerk, opgedragen aan Sint-Alexius en Sint-Catharina, in het Begijnhof.
- De barokke kerk van Onze-Lieve-Vrouw van Leliëndaal in de Bruul, van de hand van Lucas Faydherbe.
- De gotische Sint-Katelijnekerk in de Sint-Katelijnestraat.
- De laat-neogotische Sint-Jozef-Colomakerk in de Hanswijkenhoek- of Tervuursesteenweg-wijk

#### Refugehuizen
- refugie van Sint-Truiden
- refugie van Villers
- refugie van Tongerlo
- refugie van Grimbergen
- refugie van Rozendaal

#### Kapellen
- Sint-Annakapel met zomerlinde in Leest

### Burgerlijke bouwwerken

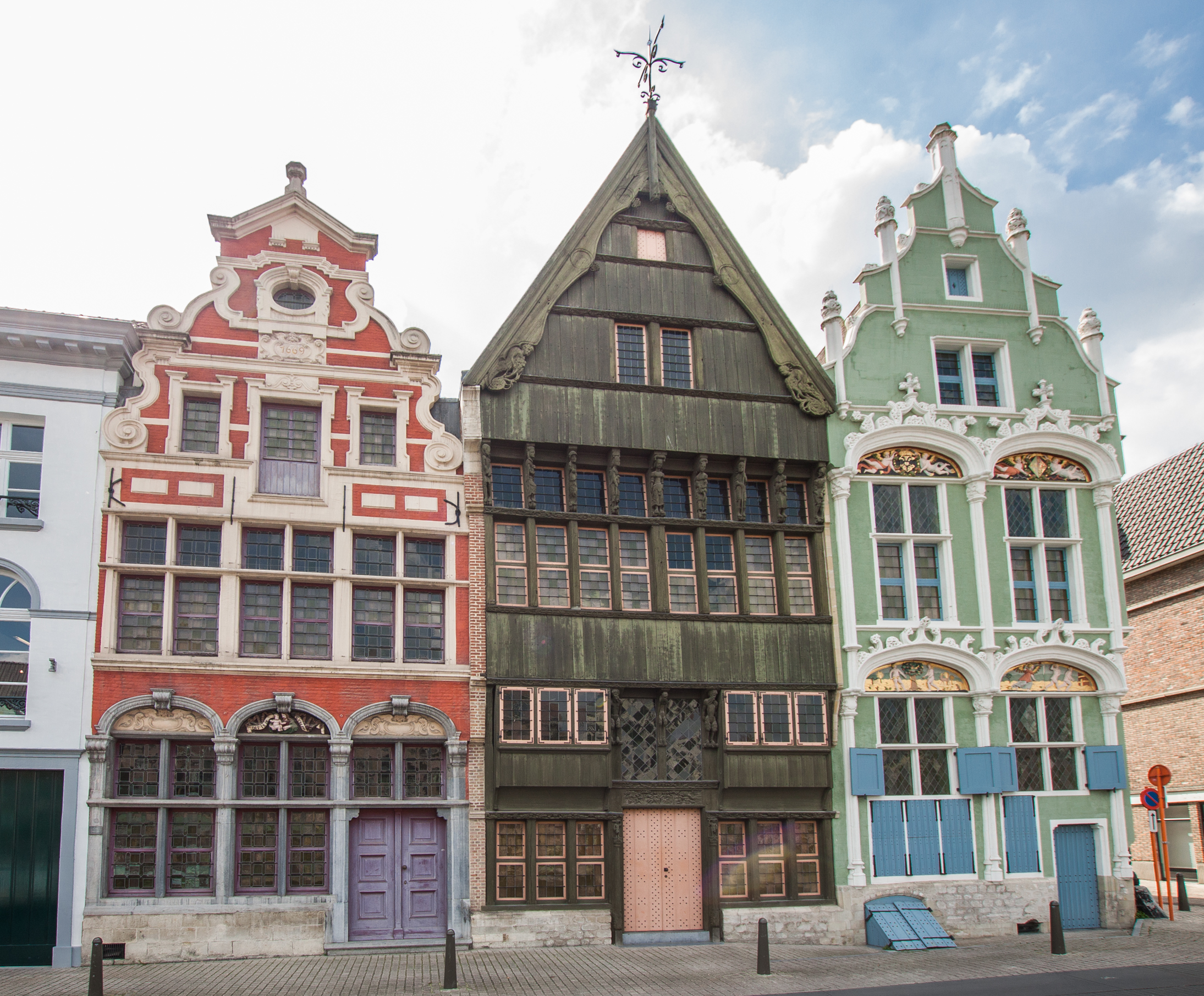
Sint-Jozef, Den Duivel en t Paradijs aan de Haverwerf

- Grote Markt, met vele huizen uit de 16e tot 20e eeuw en tevens het Stadhuis van Mechelen met een flamboyant-gotische gevel en oudere Lakenhal met belfort (dit gebouw is UNESCO-werelderfgoed ID 943-015)
- Het Hof van Savoye is nu het gerechtshof van Mechelen, maar was vroeger de residentie van Margaretha van Oostenrijk
- Het Hof van Kamerijk, voormalige residentie van Margaretha van York, nu stadsschouwburg
- Het Hof van Hoogstraten
- Het Hof van Palermo
- Het Hof van Nassau
- Het Hof van Coloma
- Het Hof van Schoofs
- Het Hof van Busleyden
- Het Hof van Cortenbach
- Het Hof van der Gracht de Rommerswael
- Het Klein en het Groot Begijnhof (het laatste is UNESCO-werelderfgoed ID 855-003)
- De Hoogbrug: oudste stenen brug van Vlaanderen
- Het Schepenhuis, het eerste stadhuis van Mechelen, gebouwd aan het einde van de 14e eeuw dat nu het toeristisch infokantoor is.
- Vismarkt: 16e-eeuws plein in het hart van de stad naast de Binnendijle
- In den Vijgenboom, de oudste houten gevel van de stad
- De Zalm aan de Zoutwerf
- Hemelrijck, zestiende-eeuws pand
- Huis De Clippel met historisch atelier Beiaarden en Torenuurwerken Michiels
- 't Vliegend Peert
- De oude gevels Sint-Jozef, Den Duivel en 't Paradijs aan de Haverwerf
- Lamot: de vroegere brouwerij is nu omgebouwd tot een congrescentrum
- Melaan: een vliet in het stadscentrum die in 2006 terug werd opengelegd
- Zwemdok: een voormalig dok en zwembad aan de Binnendijle dat nu een hotel is
- Vleeshalle: De Mechelse Vleeshal (ook Vleeshalle) is een beschermd monument uit 1881 waar horeca in gevestigd is.

### Musea
- Museum Brusselpoort, de enig overblijvende stadspoort en archeologisch museum
- Hof van Busleyden, vroeg-renaissanceresidentie, nu Museum Hof van Busleyden
- Speelgoedmuseum met een unieke collectie oud en hedendaags speelgoed
- Joods Museum van deportatie en verzet, een museum over de deportatie van Joodse krijgsgevangenen vanuit de Dossinkazerne in de Tweede Wereldoorlog
- Mechels Horlogerie- en Klokkenmuseum
- Brouwerij Het Anker, een bierbrouwerij met een museumgedeelte
- Koninklijke Manufactuur van Wandtapijten De Wit, een internationaal vermaarde instelling die oude wandtapijten restaureert
- Centrum voor Oude Kunst 't Vliegend Peert met het museum Het Zotte Kunstkabinet, een onderzoeksinstituut voor de studie van de schilderkunst van de Zuidelijke Nederlanden tussen 1500 en 1650, gevestigd in het pand 't Vliegend Peert, met nadruk op satirisch-moraliserende thematiek. Niet alleen bekende meesters als Jeroen Bosch en Pieter Bruegel maar ook minder bekende schilders als Jan en Frans Verbeeck, Jan Mandyn en Jan Massijs behoren tot de kern van het onderzoeksgebied

### Houtig erfgoed
- De Kruidtuin met enkele oude en monumentale bomen.
- De tuin van het Aartsbisschoppelijk paleis
- Een geklasseerde geknotte zwarte populier.
- De zomerlinde als kapelboom voor de Sint-Annakapel in Leest, wellicht ooit een grensboom.
- Een solitaire beuk in de tuin van een herenhuis.
- Twee beeldbepalende treurwilgen aan het Predikheren en de Dossinkazerne .
- Een driestammige zomereik op een verlaten industrieterrein.

### Nieuwe stadsprojecten
- ‘t Oudt School in Hombeek
- Clarenhof
- Zoutwerf
- Gommarushof
- Kazerne Dossin: Holocaust- en mensenrechtenmuseum
- Stationsomgeving
- Vernieuwing/doortrekking Bruul van de Grote Markt tot het Centraal Station
- Oude Carrefour-site: hier komt de nieuwe stadswijk 'Dijlepoort' met verschillende woontorens, ruimte voor groothandel en een groen openbaar binnengebied op wandelafstand van het centrum
- Zuidpoort: nieuwbouw en renovatie woningen stationsomgeving
- Keerdok: op termijn verhuizen de huidige baanwinkels naar een andere lus aan de rand (Malinas) en wordt dit gebied ontwikkeld tot woongebied aan het water

## Natuur
- De Kruidtuin, met een marmeren standbeeld van de lokale herbalist Dodoens
- ZOO Planckendael: de dierentuin van Mechelen, in Muizen
- Het Vrijbroekpark: een provinciaal park, een groene long van 50 ha aan de rand van de stad
- Mechels Broek: 100 ha natte graslanden met uitgestippelde wandelingen van 2 tot 7 km, dat zich in Muizen en Bonheiden bevindt, langs de rechteroever van de Dijle
- Barebeekvallei: 90 ha drassige weilanden met groene wandeling van 4,6 km, dat zich in Muizen bevindt
- Het Stadsbos Stuivenberg
- Natuurgebied Battenbroek in Walem tussen Nete en Dijle
- Natuurgebied Den Battelaer en Oude Dijlearm in Battel tussen Leuvense Vaart en Zenne en tussen Dijle en Leuvense Vaart
- Natuurreservaat Robbroek tussen Battel en Stuivenberg; tussen Zenne en E19
- Eglegemvijver in Hombeek en Zemst langs de linkeroever van de Zenne
- Het Tivolpark langs de Antwerpsesteenweg, thuisbasis van het jaarlijkse Ottertrotterfestival, met het Tivolikasteel en het kunstwerk "Klokken in de wind" ter nagedachtenis van Louis Neefs

## Cultuur

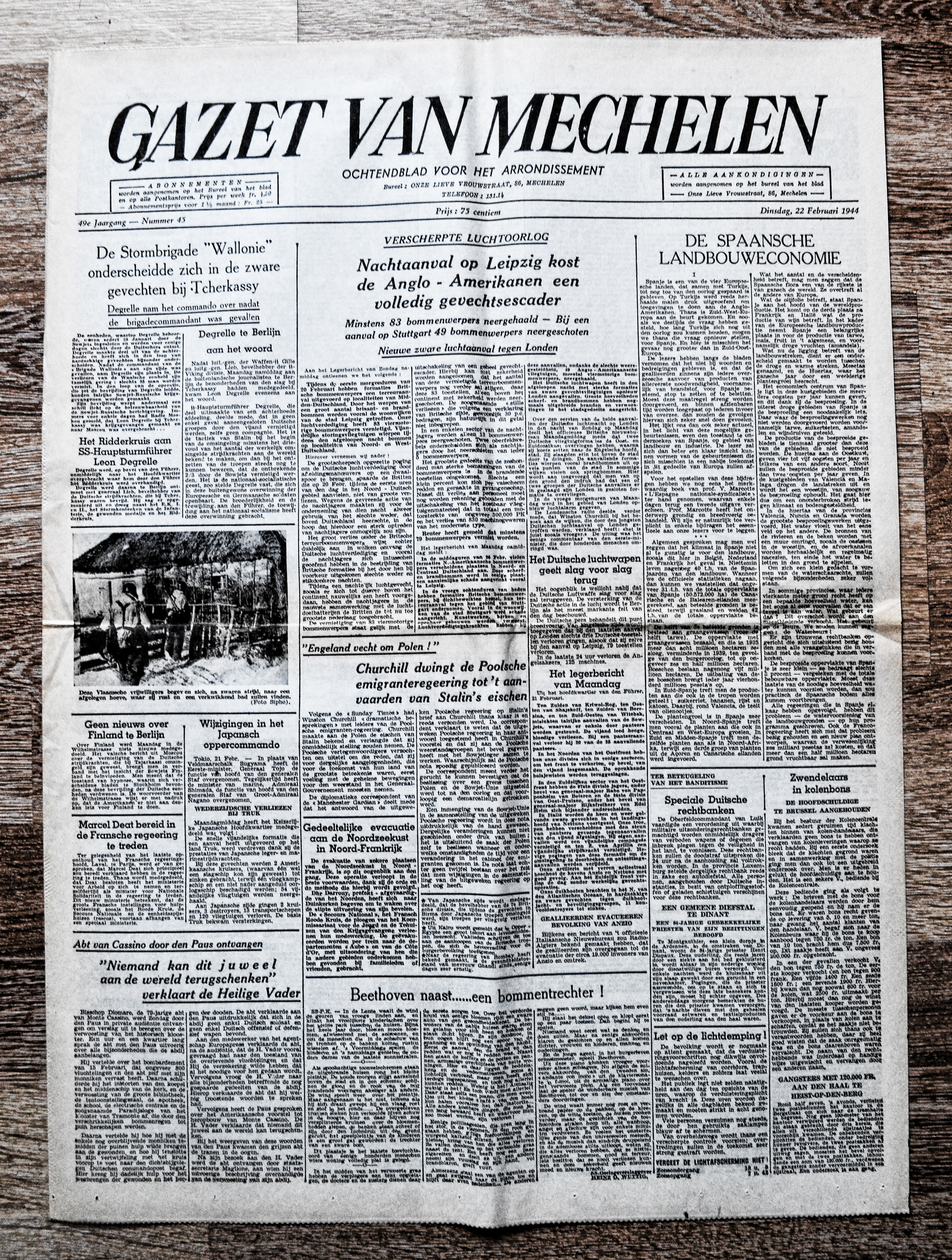
Voorpagina Gazet Van Mechelen, 22 februari 1944

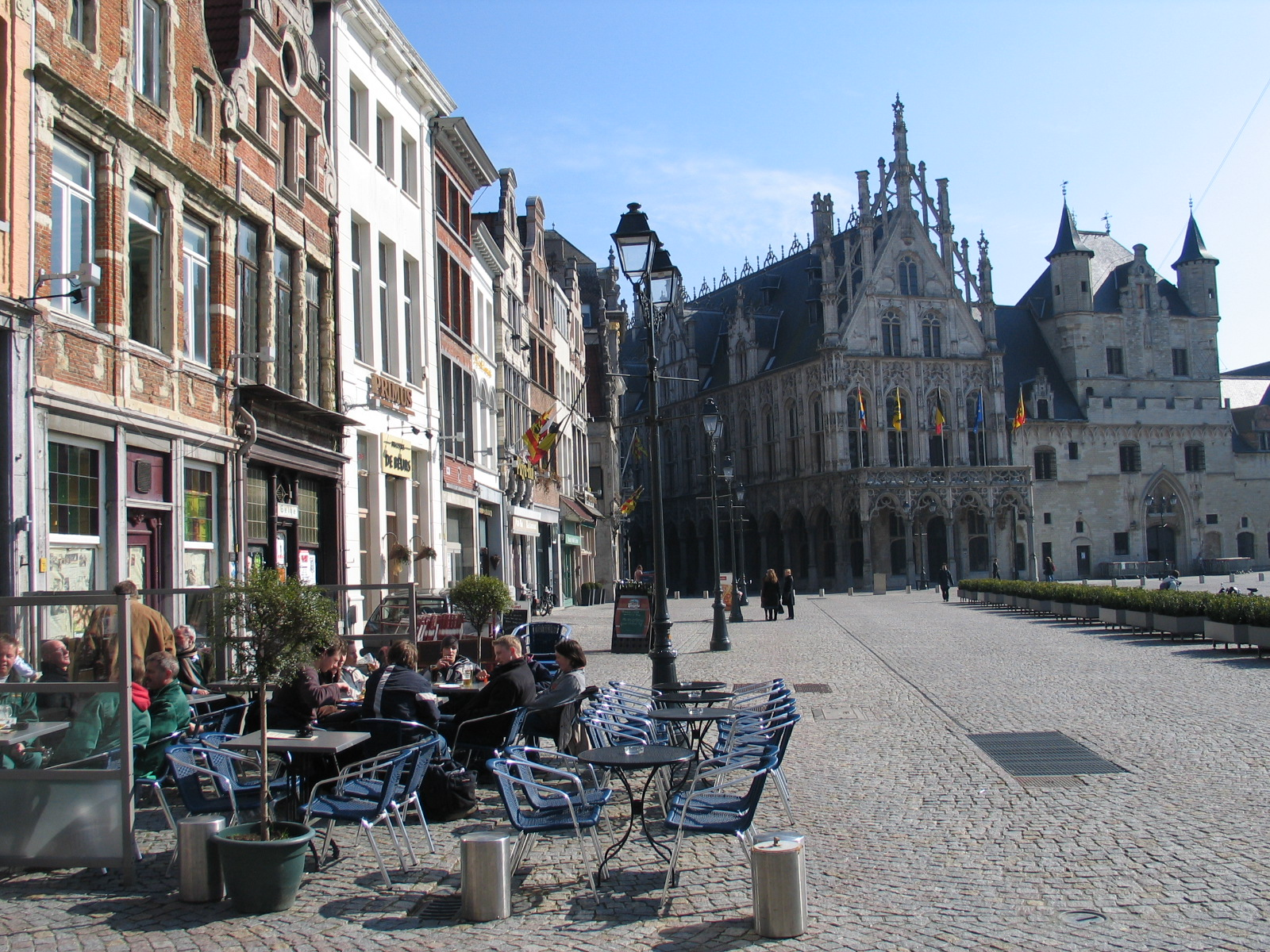
De Grote Markt

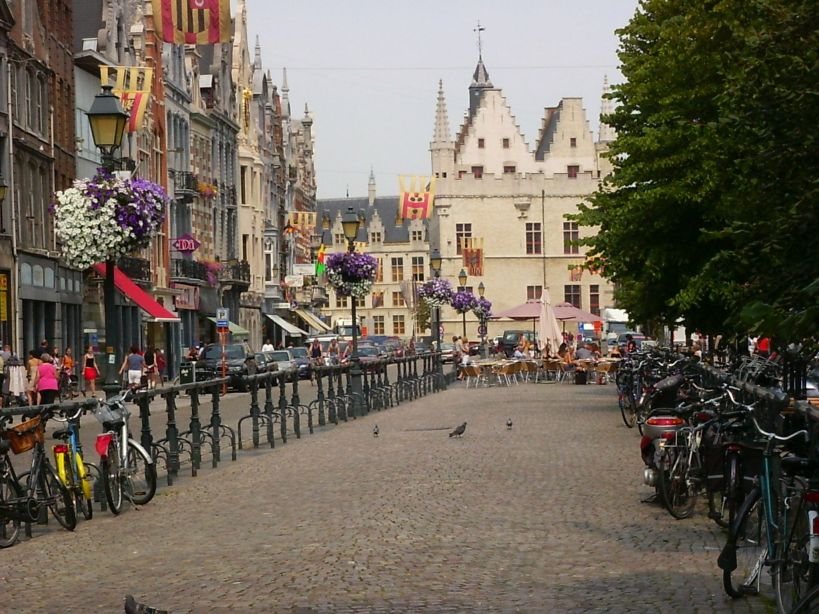
De IJzerenleen (= ijzeren leuningen), een centrale winkelstraat

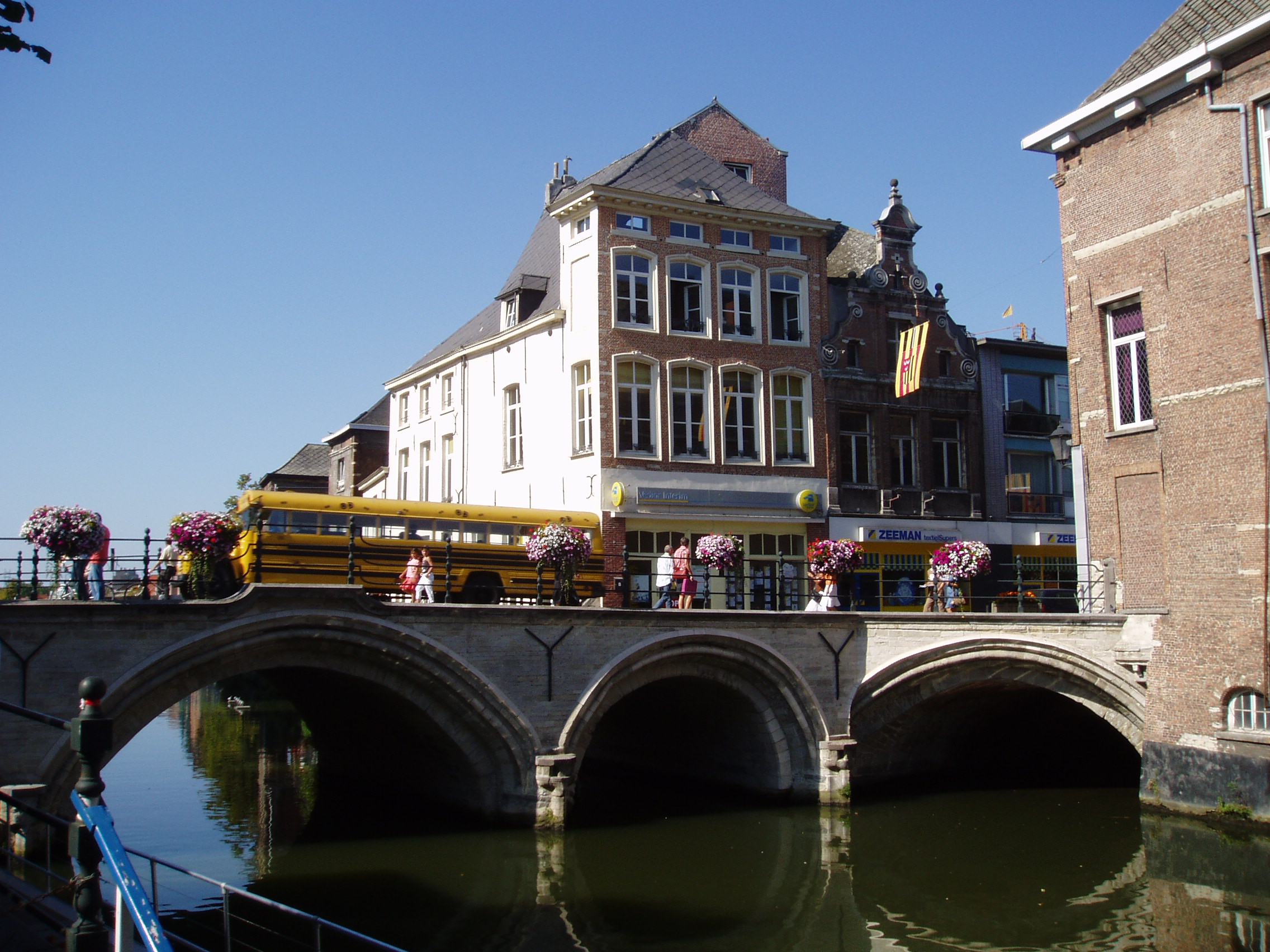
De Hoogbrug over de Dijle

### Bijnaam
De Mechelaars worden ook de Maneblussers genoemd. Deze naam hebben ze volgens de legende te danken aan een gebeurtenis uit de 17e eeuw. Op een bepaalde nacht was het volle maan met een lage bewolking en dacht een late caféganger met een glaasje te veel op dat de Sint-Romboutstoren in brand stond. Heel de stad werd opgetrommeld en mensen stonden in lange rijen emmers met water door te geven om hun toren te blussen. Sindsdien hebben de Mechelaars de spotnaam de maneblussers gekregen omdat ze de maan hadden proberen te blussen.

### Taal
In Mechelen wordt een dialect gesproken dat Mechels heet. Het is een Brabants dialect. Meer bepaald hoort het Mechels bij het Klein-Brabants, een groep dialecten gesproken langs de grens tussen de provincies Antwerpen en Vlaams-Brabant.

### Patroonheilige
Sint-Rombout geldt als beschermheilige van Mechelen.

### Ontspanning
- Technopolis: doe-centrum voor wetenschap en technologie
- Speelgoedmuseum
- Nekkerhal: een complex voor beurzen, festivals, rommelmarkten en concerten. In 2014 vond er de musical '14-'18 van Studio 100 plaats
- Utopolis Mechelen: bioscoopcomplex
- Stadsfeestzaal, voormalige feestzaal omgebouwd tot bioscoop
- Cultuurcentrum Mechelen: organiseert concerten, theatervoorstellingen en tentoonstellingen
- Filmhuis Mechelen: organiseert elke dinsdag hedendaagse en klassieke filmvoorstellingen in het auditorium van het Cultuurcentrum Mechelen
- Figurentheater DE MAAN: figurentheatergezelschap voor kinderen met jarenlange traditie, dat vroeger bekendstond onder de naam Mechels Stadspoppentheater. De poppenmaker is tevens bekend Mechelaar Paul Contryn
- Kunstencentrum nOna, gevestigd in de gebouwen van de voormalige Ciné Studio
- 't Arsenaal, theater(gezelschap) dat vroeger bekendstond als het Mechels Miniatuur Teater
- Abattoir Fermé, theatergezelschap
- Contour: organiseert biënnales voor bewegend beeld
- Jazzzolder: organiseert geregeld jazzoptredens
- Moonshack: organiseert regelmatig soul-, funk-, blues-, ska-, reggae-, jazz- & rockoptredens en de ondertussen legendarische Super Soul Stew feestjes
- Kamikazeclub: organiseert regelmatig rock- pop- en metaloptredens, gelegen aan het Douaneplein achter fuifzaal Perron M.
- TheAtrium: concertzaal, vroeger bekend onder de naam Zaal Volksbelang. Begin jaren 80 speelden onder anderen de popgroepen U2, Dead Kennedys, Madness en Depeche Mode er concerten
- Mechelen is bekend om zijn beiaard en zijn beiaardschool, die heel wat buitenlandse cursisten aantrekt: dat was het levenswerk van beiaardier Jef Denyn
- Toerisme: stadswandelingen, rondleidingen en rondvaarten op de Binnendijle

### Evenementen

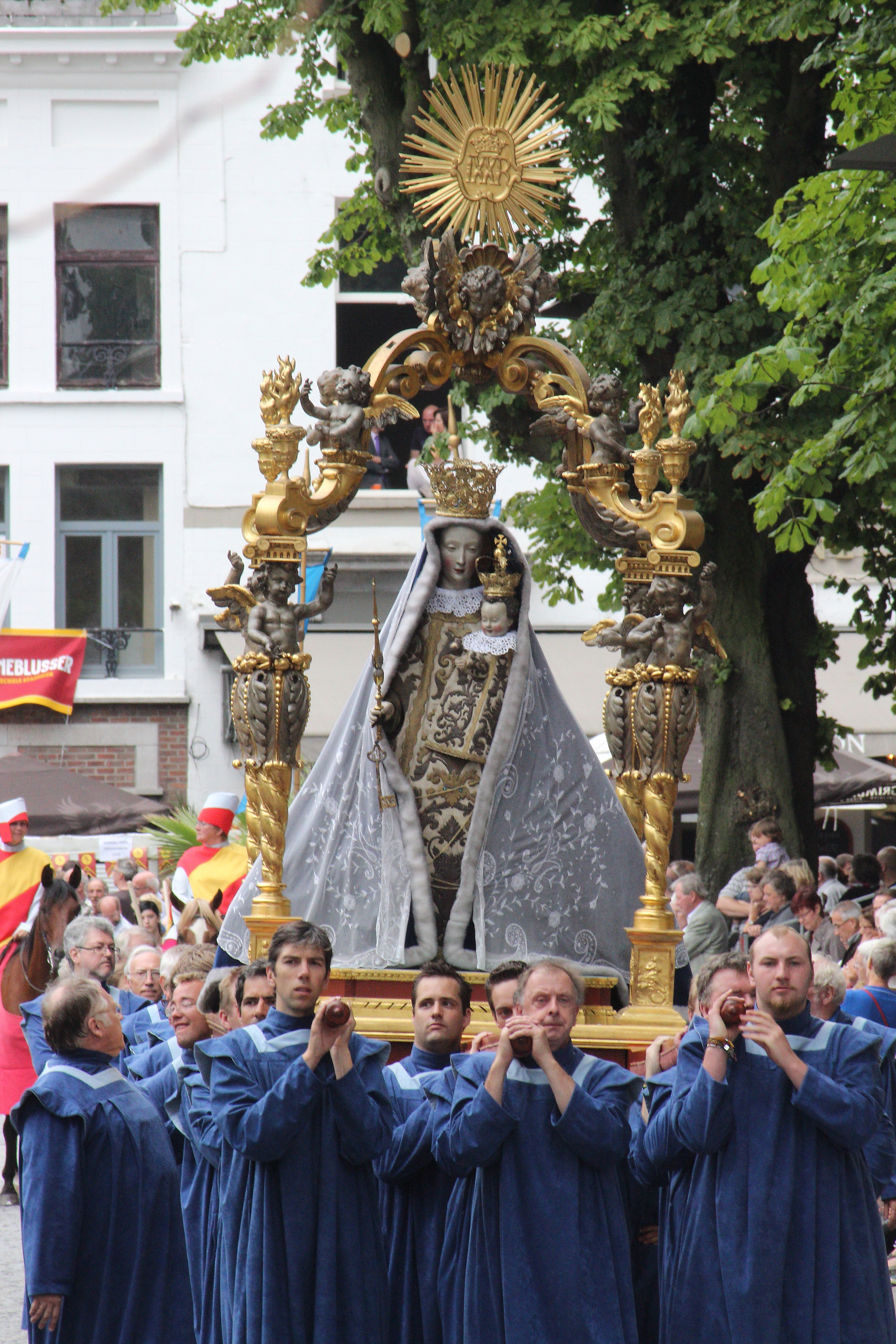
Een beeld van O.L.V. van Hanswijk wordt door de stad gedragen tijdens de Hanswijkcavalcade

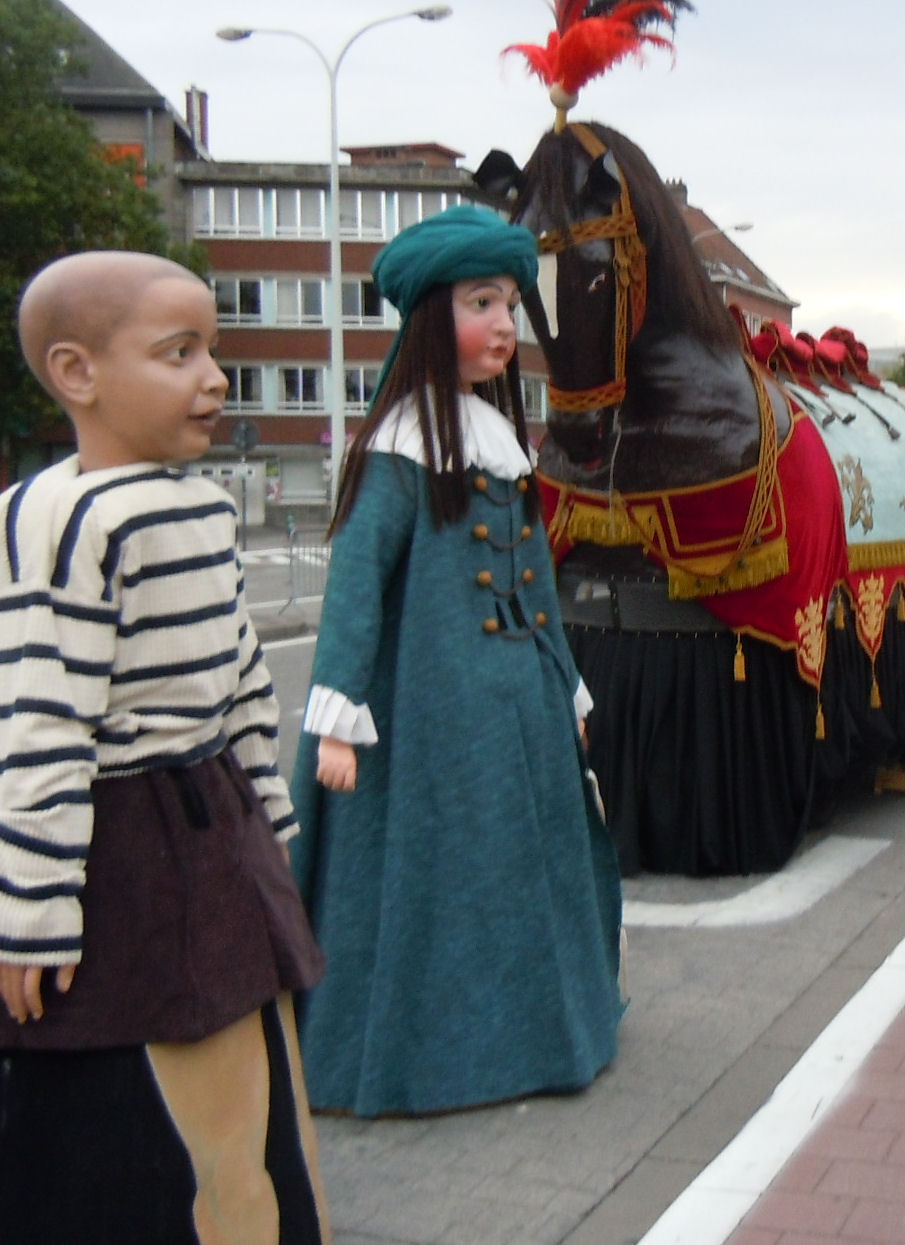
De Reuzen en het Ros Beiaard tijdens de Ommegang van Mechelen

#### Om de 25 jaar
De Cavalcade, gevolgd door de Ommegang. Deze laatste is als traditie van de reuzenstoet erkend als UNESCO-Meesterwerk van het Orale en Immateriële Erfgoed van de Mensheid. De recentste Cavalcade was op de laatste zondag van augustus en eerste zondag van september van 2013.

#### Jaarlijks
- De Hanswijkprocessie (de zondag vóór Hemelvaart)
- Muziekfestivals:
  - Parkpop in de Kruidtuin (elke donderdagavond in juli en augustus)
  - Maanrock op de Grote Markt (het derde weekend van augustus)
  - Dijlefeesten op het Cultuurplein (sinds 2017: daarvóór op de Vismarkt, en ook eenmalig op de IJzerenleen)

#### Zeer geregeld
- Beiaardconcerten vanuit de kathedraal
  - Het hele jaar door op zaterdag en maandag om 11.30 uur en zondag om 15.00 uur
  - Zomerconcerten van juni tot half september: elke maandag om 20.30 uur

### Televisie
- De stad is het decor voor de Vlaamse dramareeks Dubbelleven, die in november 2010 voor het eerst op televisie kwam
- De Dijlestad werd in 2012 nogmaals onveilig gemaakt als decor voor een Vlaamse komische reeks, getiteld Loslopend wild & gevogelte
- K3 bracht datzelfde jaar hun film Bengeltjes uit, waarin Mechelen de thuisstad is voor Karen, Kristel en Josje
- De verhaallijn van de Vlaamse soapserie Familie speelt zich vooral af in en rond de stad Mechelen, waar de familie Van Den Bossche sinds jaar en dag haar familiebedrijf runt

### Streekproducten
Bier (allemaal van Het Anker)
- Anker Pils: het voormalige pilsbier Blusser dat sinds 1998 verkrijgbaar is
- Boscoli (vroeger Boscoulis): een fruitbier
- Gouden Carolus: een serie speciaalbieren
- Gouden Carolus Cuvée van de Keizer: een serie van drie speciaalbieren
- Lucifer: een blond speciaalbier
- Maneblusser: een blond bier (6%)

Versnaperingen
- Mechels maantje: een chocolaatje
- Mechels margrietje: een citroenkoekje
- Mechels torentje: een zandkoekje

## Religie en levensbeschouwing

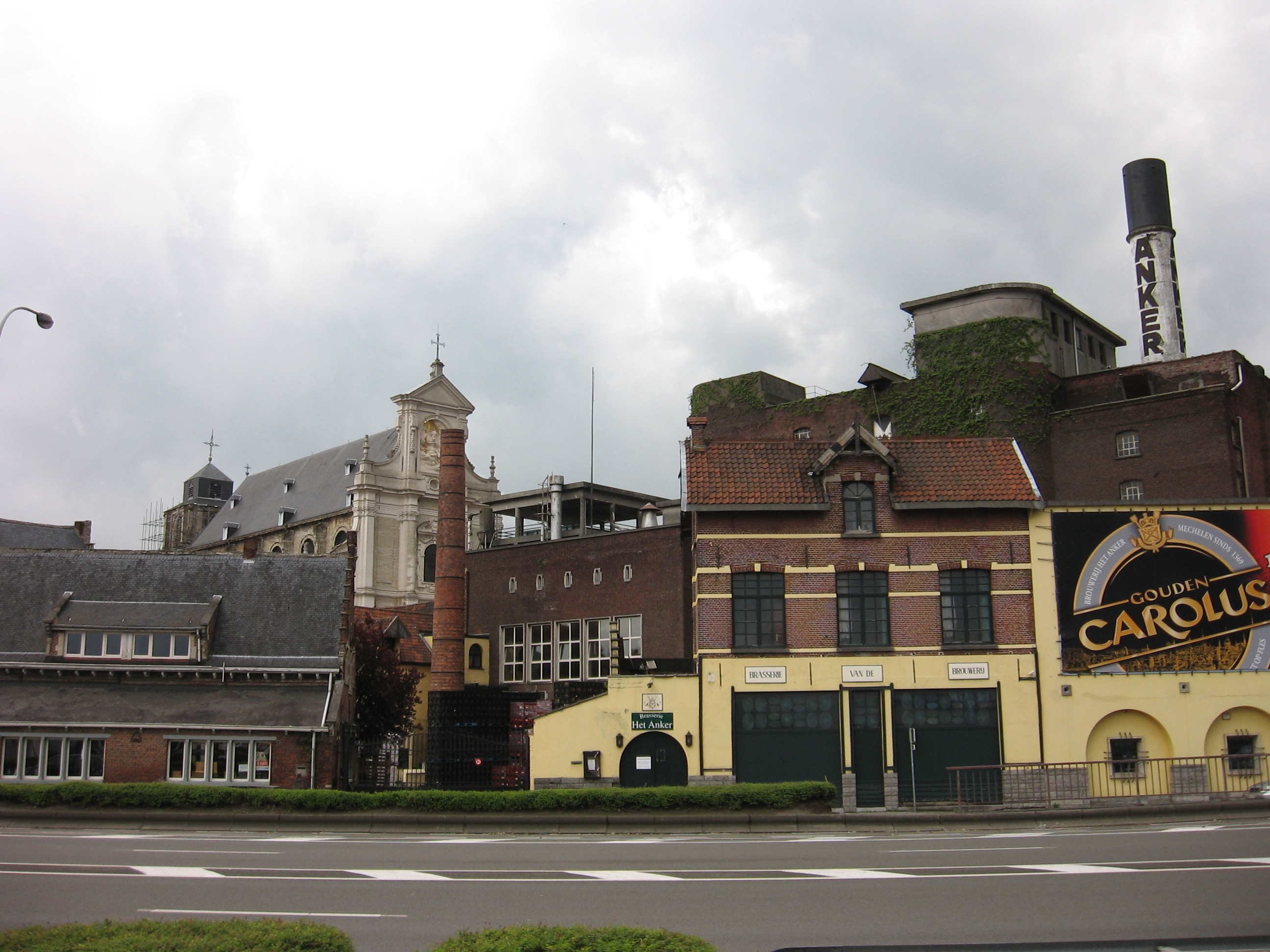
Brouwerij Het Anker met op de achtergrond de Sint-Alexius-en-Catharinakerk van het groot begijnhof

### Christendom

#### Katholicisme
De Katholieke Kerk telt binnen het Mechelse christendom het grootste aantal gelovigen. De stad is de hoofdzetel van de Belgische rooms-katholieke kerkprovincie en de zetel van het aartsbisdom Mechelen-Brussel, waarvan de Sint-Romboutskathedraal de hoofdkerk is, en de bestuurszetel van het vicariaat Vlaams-Brabant en Mechelen. De stad telt drie parochies die samen één "Kerk" vormen binnen de pastorale regio Mechelen.

#### Protestantisme
Mechelen telt drie protestantse gemeenten, die deel uitmaken van de Verenigde Protestantse Kerk in België en het District Antwerpen-Brabant-Limburg. De Sint-Janskerk is het oudste kerkgebouw. De erediensten gaan door in de Zandpoortkerk en de VPKB-kerk in de Keizerstraat. De Ghanese Presbyteriaanse Kerk (Presbyterian church of Ghana) houdt eveneens haar erediensten in de Zandpoortkerk.

#### Nestorianisme
Mechelen kent een relatief grote gemeenschap (± 2000 gelovigen) van nestoriaanse christenen, die zich omstreeks 1980 hebben gevestigd in de stad nadat ze gevlucht waren uit Zuid-Oost-Turkije. Er zijn drie grote stromingen te onderscheiden, met name de Assyrische Kerk van het Oosten, de Chaldeeuws-Katholieke Kerk en de Syrisch-Orthodoxe Kerk van Antiochië.

### Islam
14,7% van de Mechelse bevolking is moslim. Het merendeel zijn Soennieten. De stad heeft twee moskeeën die beide in Marokkaanse traditie zijn. Het betreft de Mechelse moskee en de Moskee Al Buraq.

### Boeddhisme
Te Mechelen bevindt zich ook Wat Dhammapateep, een Theravada Boeddhistische tempel met een voornamelijk Thaise gemeenschap. In de tuin staat het grootste stenen Boeddhabeeld van Europa, in groen-zwart graniet op dito sokkel, het geheel gebeeldhouwd in China.

### Andere levensbeschouwingen
Naast de religieuze beschouwingen is er ook een afdeling van het Humanistisch Verbond in Mechelen gevestigd. Regelmatig hebben deze activiteiten voor leden en niet-leden vanuit een humanistische levensbeschouwelijke visie.
Daarnaast zijn er ook verscheidene vrijmetselaarsloges actief in de stad. Zie ook vrijmetselarij in België.

## Mobiliteit

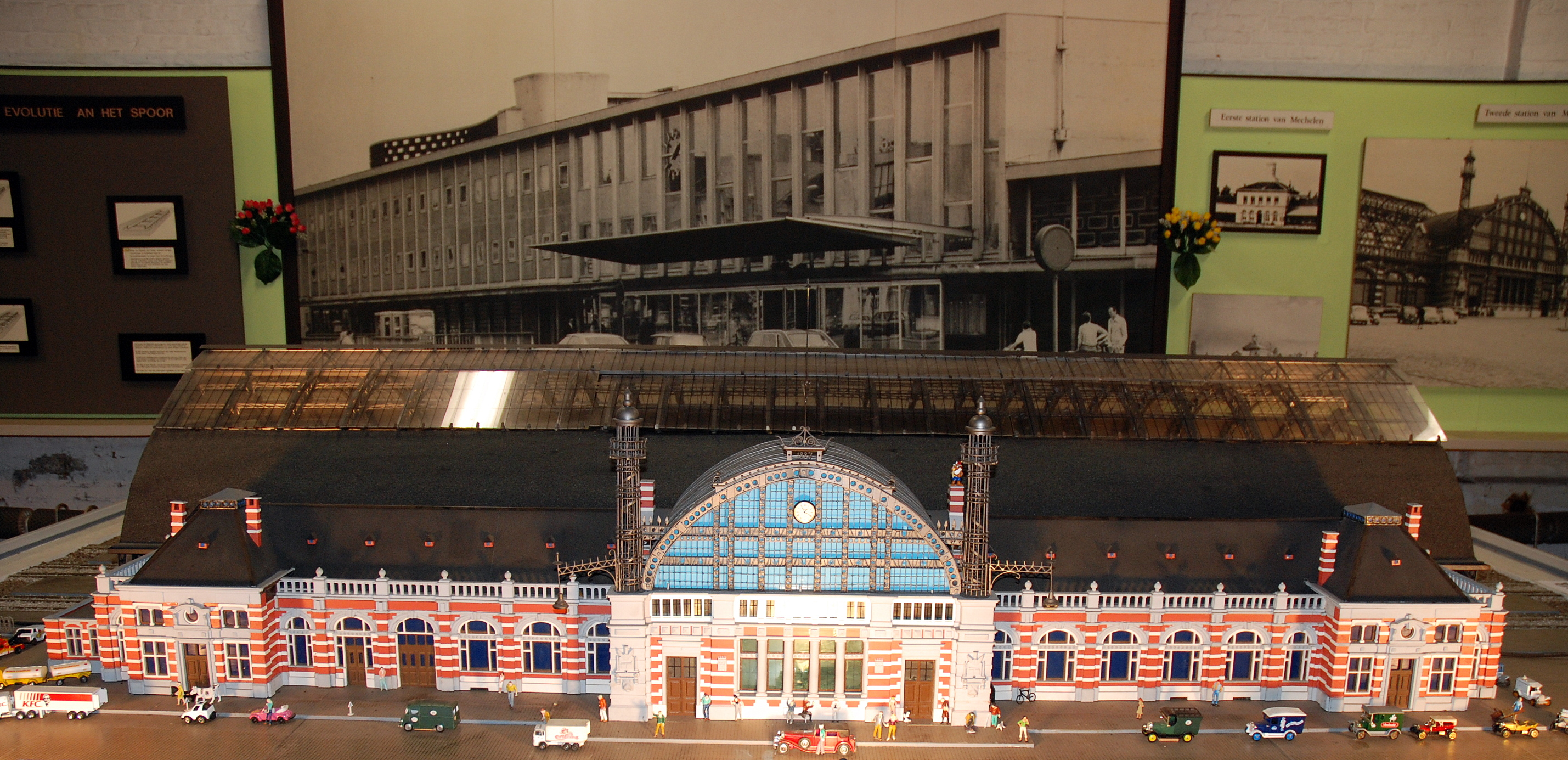
Maquette van het voormalig spoorwegstation, afgebroken in 1958-1960

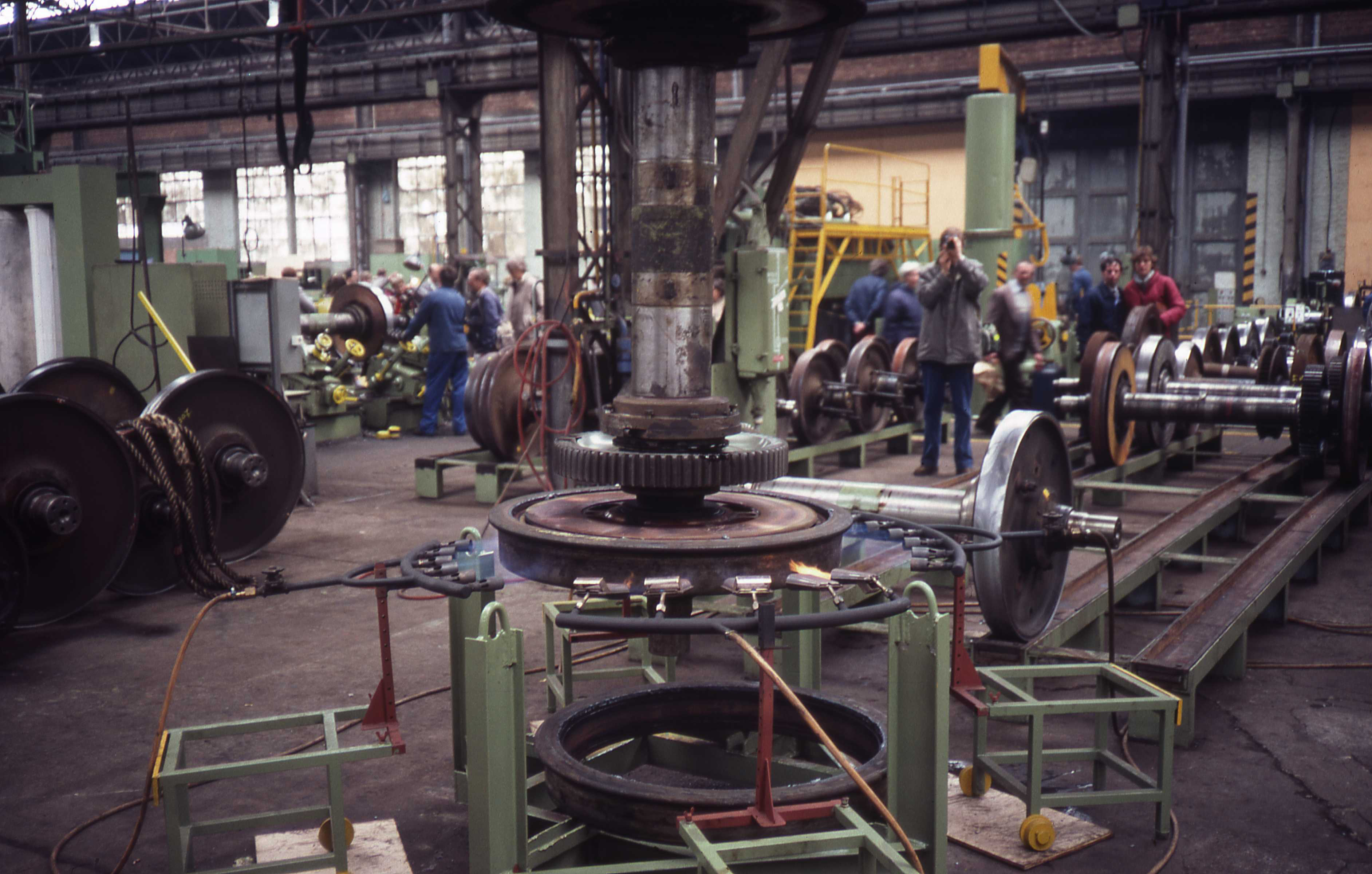
De spoorwerkplaats tijdens een Opendeurdag ter gelegenheid van het 150-jarige bestaan van de Belgische spoorwegen in 1985

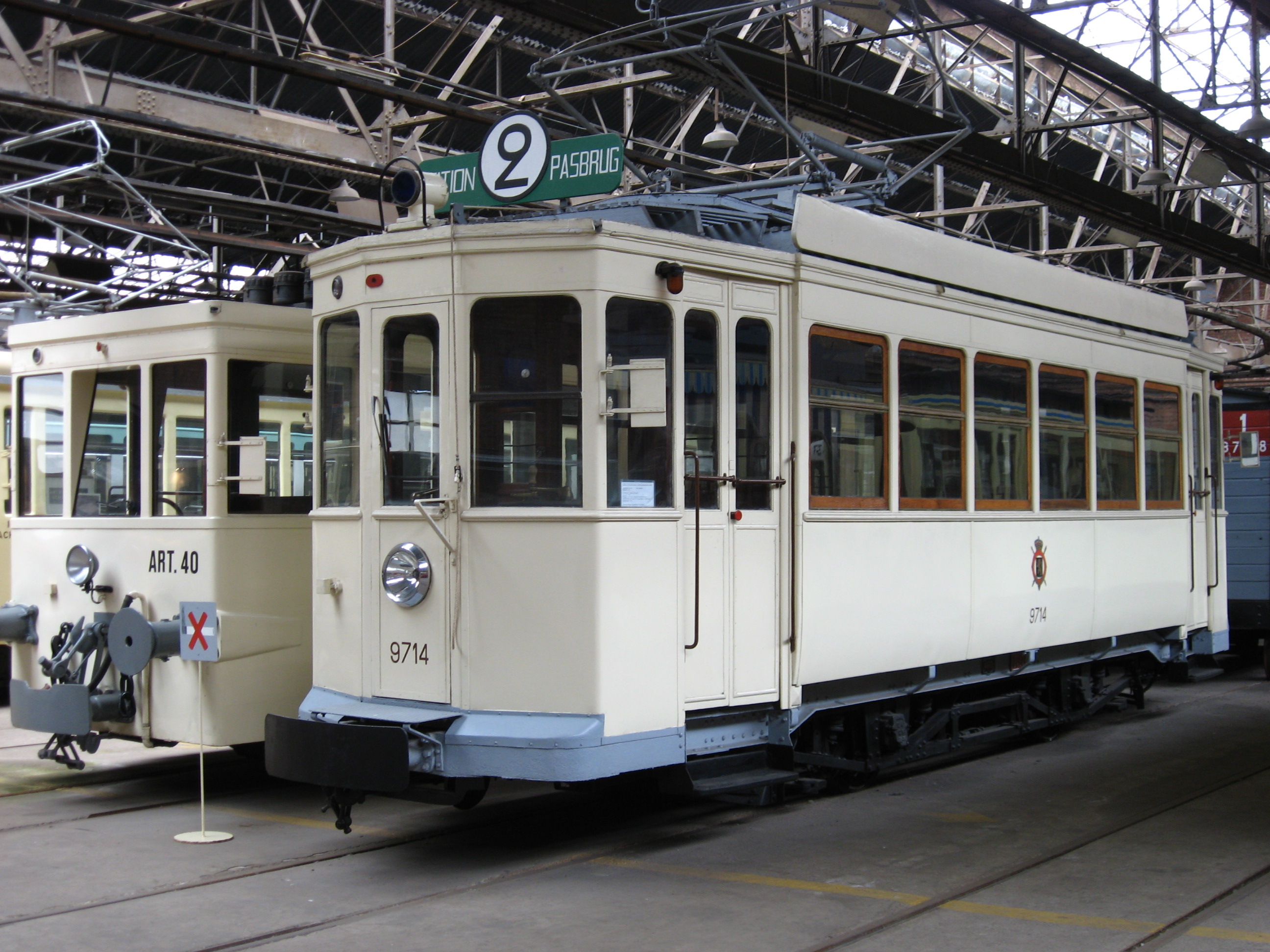
NMVB-stadstram 2 Pasbrug (Vlaams Tram- en Autobusmuseum te Antwerpen)

### Openbaar vervoer

#### Busnetwerk
Het busnetwerk wordt geëxploiteerd door "De Lijn". Er zijn acht stadslijnen en verschillende streeklijnen. De hoofdzetel van "De Lijn" bevindt zich ook in Mechelen.

#### Spoorwegen
In 1835 werden de eerste spoorlijnen in België aangelegd, met Mechelen als centraal punt: de lijnen naar Brussel, Antwerpen en Dendermonde. De eerste trein op Belgisch grondgebied (de Olifant) reed datzelfde jaar nog op het traject Mechelen-Brussel. De stad bleef daarna nog tientallen jaren het middelpunt van het Belgisch spoorwegverkeer.
Station Mechelen ligt langs de spoorlijnen 25 / 27 (Brussel / Schaarbeek - Antwerpen) en 53 (Kortrijk - station Gent-Sint-Pieters - Dendermonde - Mechelen - Leuven). Het station Mechelen-Nekkerspoel ligt langs de spoorlijnen 25 / 27 en 27B.
Ook voor de buurtspoorwegen was Mechelen een belangrijk knooppunt. Buurtspoorlijnen werden geëlektrificeerd en er was een stadstramnet van drie lijnen, geëxploiteerd door de buurtspoorwegen. Er waren trams naar Heist-op-den-Berg, Boom (Antwerpen), Keerbergen (Haacht, Aarschot en Brussel).
Het oudste spoorweggebouw van België, dat op het terrein van de werkplaats van de NMBS achter het station stond, werd op 3 en 4 september 2013 34 meter van het spoor af verplaatst om ruimte te maken voor een weg die tussen het spoor en de werf van de NMBS moet komen. Dit omdat dit gebouw zeer bijzondere kenmerken heeft, zelfs een gedeelte van de voegen zijn beschermd. Er zijn plannen om dit gebouw over te dragen aan de stad, die het gebouw als een publieke ruimte wil benutten.

### Wegennet
Langs het westen van Mechelen passeert de A1/E19 Brussel-Antwerpen. In een halve boog rond het noorden van de stad loopt de R6, de grote ring van Mechelen. Rond het stadscentrum loopt de kleine ring R12, waarvan een grondige omvorming (onder de naam De Nieuwe Vesten) mogelijk wordt na de opening van de nieuwe weg B101 Tangent in 2022. Vanuit Mechelen lopen onder andere in noordelijke en zuidelijke richting de N1 naar respectievelijk Antwerpen en Brussel, in noordwestelijke richting de N16 tot in Sint-Niklaas en in zuidoostelijke richting de N26 naar Leuven.

### Fiets
Mechelen is uitgeroepen tot Fietsstad 2022.

#### Fietssnelwegen en andere fietsassen
Van noord naar zuid loopt sinds eind 2021 fietssnelweg F1 (Antwerpen-Brussel) tussen beide stations parallel met de Tangent en de spoorweg. Als onderdeel hiervan zijn een aantal fietstunneltjes, en de fietsbrug Arsenaalpuzzel over de N26 Leuvensesteenweg geopend (die in bovenaanzicht de vorm van een puzzelstukje heeft). Andere belangrijke fietsassen zijn het jaagpad langs de Dijle richting Leuven (met de toeristische LF Kunststedenroute tussen onder andere Leuven en Antwerpen) en de fietssnelweg F8 (Mechelen-Leuven) langs het kanaal.

### Waterwegen
Mechelen is ook per boot te bereiken via de Dijle: er is een kleine jachthaven in het centrum van de stad. Langs het water ligt het Dijlepad, een houten wandelpad vanaf brouwerij Lamot tot de Kruidtuin over het water in de binnenstad langs de soms eeuwenoude huizen met balkons aan het water.

### Binnenstad
De binnenstad van Mechelen bevindt zich binnen de oude vesten, waar nu de ringweg R12 loopt.
In 1995 was Mechelen de allereerste Belgische stad die een zone 30 installeerde in heel het stadscentrum. Sinds november 2019 is heel de binnenstad van Mechelen bovendien een fietszone, waar gemotoriseerd verkeer fietsers niet mogen inhalen.
De binnenstad heeft ook een autoluw deel, dat begon met de Grote Markt en omgeving. Sinds 7 december 2011 is de zone uitgebreid met vier woonstraten en hun zijstraten (de Lange Schipstraat, Korte Schipstraat en Lekkernijstraatje; Zoutwerf, Hoogstraatje, ‘t Plein en Maalderijstraatje; Sint-Janstraat en Sint-Janskerkhof; Begijnenstraat en Drabstraat). Sinds 1 juli 2020 is de autoluwe zone verder uitgebreid met de IJzerenleen, haar zijstraten en een stuk van de Onze-Lieve-Vrouwestraat. Later, na de heraanleg van de Onze-Lieve-Vrouwestraat in 2021, wordt de volledige straat autoluw. Handhaving gebeurt door middel van ANPR-camera's.
De binnenstad heeft (doorgaans ondergrondse) centrumparkings op de Grote Markt, aan de kathedraal, op de Veemarkt, aan de Inno (Leermarkt/Bruul), aan Lamot, Hoogstraat, parking Bruul op de Speecqvest, Zwartzustersvest en aan Tinel. Er is een randparking op het Rode Kruisplein (waarnaast anno 2020 een nieuw parkeergebouw wordt gebouwd dat dit zal vervangen), aan Zandpoortvest en aan het Douaneplein en De Nekker.
De stad biedt een gratis Shopping Shuttle aan die elke zaterdag (wanneer de wekelijkse markt plaatsvindt) en op sommige zondagen de binnenstad verbindt met gratis randparkings. De route is enerzijds tussen De Nekker en de Grote Markt (sinds 2014) en anderzijds sinds 15 juni 2020 tussen Mechelen-Zuid en de Korenmarkt.

## Economie

### Verleden
- Autobouwer Vincke Malines
- Rateau Muizen
- Transformatorenfabriek Pauwels Trafo
- Brouwerij Chevalier Marin
- Brouwerij Jacobs
- Brouwerij Lamot
- Ragheno

### Heden
De zaterdagmarkt staat in de binnenstad (Grote Markt, Steenweg, Schoenmarkt, IJzerenleen, Hallestraat, Befferstraat, Veemarkt, Désiré Bouchérystraat en Botermarkt). De Kleinhandelsmarkt staat aan de Guido Gezellelaan, langs de Centjesmuur. De kleinhandelsmarkt vindt plaats elke maandag, woensdag en vrijdag op de Veemarkt. De curiosamarkt vindt plaats elke zondag vanaf de zondag na de Hanswijkprocessie tot de laatste zondag van september.
- A Film
- Brouwerij Alken-Maes
- Malinas (in aanbouw)
- Mechelse koekoek
- Sanoma Media
- Stadsbrouwerij Het Anker
- Telenet

## Onderwijs

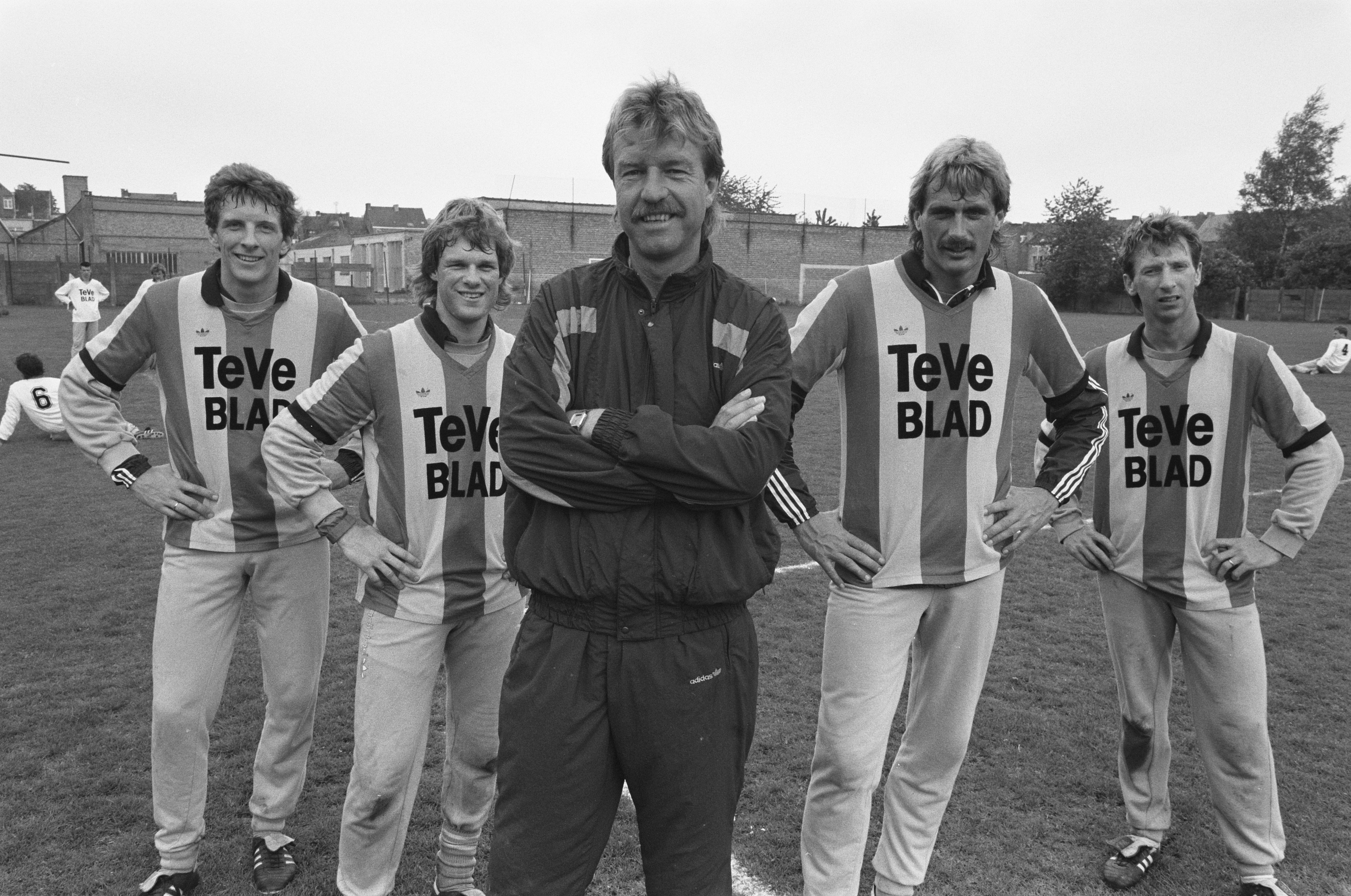
De Nederlanders Graeme Rutjes, Erwin Koeman, trainer Aad de Mos, Piet den Boer en Wim Hofkens, die met KV Mechelen de Europacup II wonnen in 1987-'88

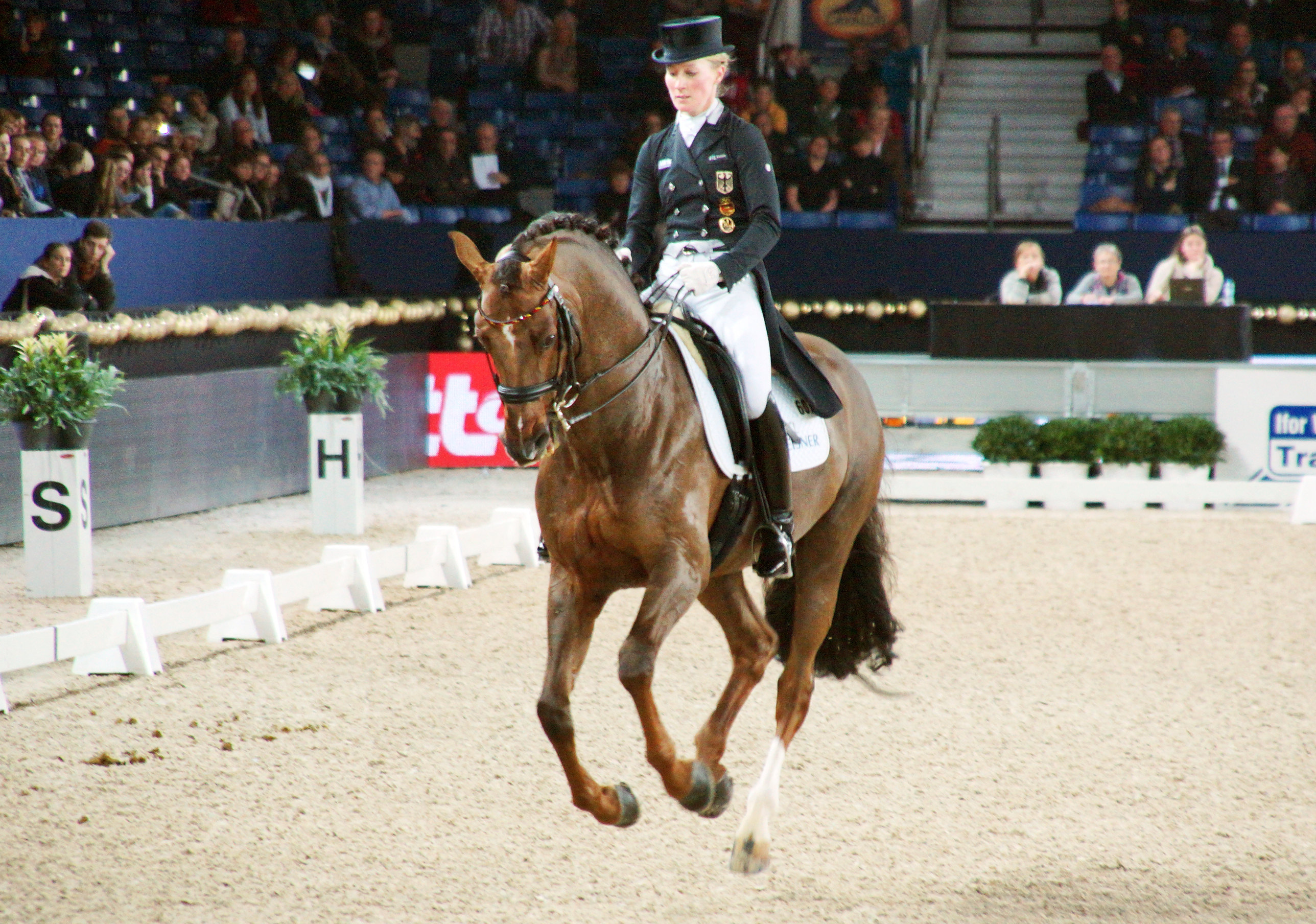
Helen Langehanenberg op de Kerstjumping

Mechelen is een redelijk belangrijke stad in verband met onderwijs. Leerlingen uit Groot-Mechelen lopen dikwijls hun basisschool in de stad. Leerlingen die in de wijde omtrek rond de stad wonen volgen hier Secundair Onderwijs. De drie verschillende netten zijn hier vertegenwoordigd. Hieronder een lijst van de scholen en hun aanbod. Omdat dit aanbod dikwijls zeer divers is worden de voornaamste vakgebieden opgesomd.
Daarnaast heeft de stad ook een hogeschool, Thomas More Mechelen, waar ongeveer 5000 studenten van over heel Vlaanderen zijn ingeschreven. Het aantal Nederlandse studenten dat komt studeren in Mechelen stijgt elk jaar. De Artesis Hogeschool Antwerpen heeft voorlopig nog een campus in Mechelen. Deze zal op termijn verhuizen naar Antwerpen Noord. Hun vakgebieden zijn ook opgesomd.

### Secundair onderwijs

#### Katholiek Onderwijs Vlaanderen
- Berthoutinstituut Klein Seminarie (Bim-Sem) (algemene vorming)
- COLOMAplus, sinds 2007 als fusie van O.L.V. De Ham en Coloma (toerisme, gastronomie, schoonheid, informatica en handel)
- Scheppersinstituut (algemene vorming)
- Sint-Janshof (buitengewoon beroepsonderwijs)
- Sint-Romboutscollege (algemene vorming)
- Technische Scholen Mechelen (voornamelijk bouw en industrie)
- Ursulinen Mechelen (algemene vorming, handel en zorg + vierde graad mode)

#### GO! onderwijs van de Vlaamse Gemeenschap
De middelbare scholen in Mechelen die behoren tot het GO! onderwijs van de Vlaamse Gemeenschap werken samen onder de naam Busleyden Atheneum.
Busleyden Atheneum bestaat uit deze scholen:
- BA Botaniek
- BA Caputsteen
- BA De Beemden
- BA HBO5 Verpleegkunde (een onderdeel van BA Botaniek)
- BA Nekkerspoel
- BA Pitzemburg
- BA Stassart
- BA Zandpoort

#### Provinciaal onderwijs
- Provinciale Scholen voor Tuinbouw en Techniek PTS Campus Mechelen (het vroegere PITO)

### Hoger onderwijs
- Thomas More Mechelen (TMM)
  - Bedrijfs- en organisatiemanagement opleidingen (campus De Vest)
  - Lerarenopleiding (campus Kruidtuin)
  - Journalistiekopleiding (campus De Ham)
  - Media & Entertainment Business (campus De Ham)
  - Experience Design (campus De Ham)
  - Communicatiebeheer (campus De Ham)
  - Toerismeopleiding (campus De Vest)
  - Informaticaopleidingen (campus De Vest)
  - Opleiding interieurvormgeving (campus Lucas Faydherbe)
  - Opleiding meubelmakerij (campus Lucas Faydherbe)
  - Verpleegkunde (campus De Vest)
- Koninklijke Beiaardschool Jef Denyn

## Zorg
Het Algemeen Ziekenhuis Sint-Maarten, met een nieuwe campus (2018) langs de R6. Die vervangt de drie voormalige campussen in Mechelen en Duffel.

Daarnaast heeft het Vlaams & Neutraal Ziekenfonds zijn hoofdkantoor in Mechelen. En ook het Rode Kruis Vlaanderen heeft zijn hoofdkantoor in Mechelen.

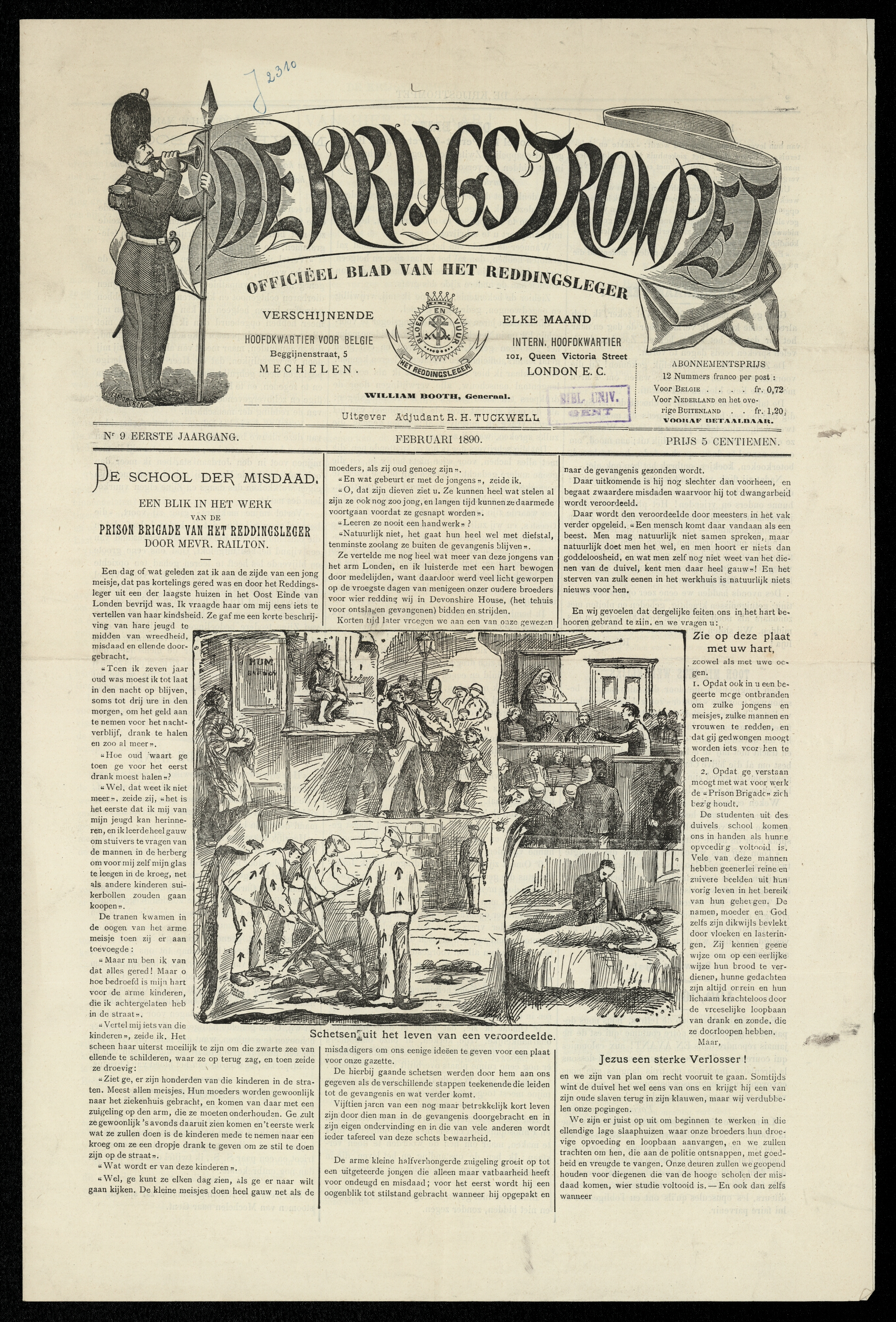
Fragment uit de Mechelse krant, de krijgstrompet, uit het jaar 1890. Bewaard in de Universiteitsbibliotheek Gent.

## Krant
Vroeger werd in Mechelen De Krijgstrompet gepubliceerd. Deze krant was het officiële blad van het reddingsleger. Het werd gedrukt door de uitgeverij Rankin.

## Overheid
Het hoofdkantoor van een paar instellingen van de Vlaamse overheid bevindt zich hier, namelijk dat van de Vlaamse Vervoermaatschappij De Lijn en de Openbare Vlaamse Afvalstoffenmaatschappij (OVAM).
Mechelen is ook aangeduid als collegehoofdbureau voor het Nederlands kiescollege en staat dus in voor coördinatie bij Europese verkiezingen en tot 2012 ook Senaatsverkiezingen. De stad fungeerde in de jaren 1970 (bij de voorlopige gewestvorming) ook even als zetel voor de tijdelijke Vlaamse Gewestraad, een nevenvoorloper van het Vlaams Parlement.

## Sport
Mechelen herbergt twee van de oudste voetbalploegen van België: Racing Mechelen (stamnummer 24) en KV Mechelen (stamnummer 25), beide opgericht in 1904. KV Mechelen speelt anno 2020 in de hoogste afdeling (1A) en werd viermaal landskampioen en tweemaal bekerwinnaar. Tevens zijn ze de laatste Belgische voetbalclub die een Europees kampioenschap gewonnen heeft, met name de Europese Beker voor Bekerwinnaars in 1988. Racing Mechelen speelt anno 2020 in derde amateur B en werd eenmaal vice-kampioen alsook verliezend bekerfinalist. De andere voetbalclubs in Mechelen spelen in de provinciale reeksen: Sporting Mechelen, SK Rapid Leest, Leest United, KFC Muizen, SK Heffen, Zennester Hombeek en FC Walem.
Andere verenigingen in Mechelen zijn of waren onder meer:
- waterpoloclub RSC Mechelen
- de voormalige basketbalclub Racing Mechelen (meervoudig landskampioen)
- basketbalclub Kangoeroes Mechelen
- tafeltennisclub TTK-Real

De Nekker is een sport- en recreatiedomein, en de aanliggende Nekkerhal is een grote expositie- en evenementenhal.

## Stedenbanden (van vroeger en nu)
- Arvada (Verenigde Staten)
- Dijon (Frankrijk)
- Helmond (Nederland)
- Nador (Marokko)
- Sucre (Bolivia)
- Chengdu (China)
- Lviv (Oekraïne)

## Nabijgelegen kernen
Battel, Hombeek, Zemst, Hofstade, Muizen, Bonheiden, Onze-Lieve-Vrouw-Waver, Sint-Katelijne-Waver, Elzestraat, Walem